# نبرد کی‌یف (۱۹۴۱)
نخستین نبرد کی‌یِف به نبردی در جبهه شرقی جنگ جهانی دوم گفته می‌شود که در اثر اقدام نیروهای ورماخت در ماه‌های اوت و سپتامبر سال ۱۹۴۱ ، در جریان عملیات بارباروسا، برای به محاصره درآوردن نیروهای ارتش سرخ در ناحیه کی‌یف به وقوع پیوست. از این نبرد در تاریخ نظامی شوروی تحت عنوان عملیات دفاع راهبردی کی‌یف یاد می‌شود. طی این نبرد، پس از توقف حرکت گروه ارتش مرکز ورماخت به سمت مسکو، بخشی از نیروهای زرهی آن در قالب گروه زرهی ۲ تحت امر هاینتس گودریان رو به جنوب چرخش کردند. با حرکت نیروهای گروه ارتش جنوب ورماخت از گذرهای رود دنیپر رو به شمال و اتصال آن‌ها نیروهای گودریان در شرق کی‌یف، بیشتر یگان‌های جبهه جنوب غربی ارتش سرخ به محاصره درآمدند و در نهایت به کمک پیاده‌نظام منهدم شدند. نبرد کی‌یف بزرگ‌ترین محاصره نیروهای نظامی در طول تاریخ بوده است که طی آن ۶۶۵ هزار نیروی نظامی شوروی به اسارت نیروهای آلمانی درآمدند. با وجود گذاشتن نام: «نبرد کی‌یف» بر این نبرد، خود شهر کی‌یف نقشی کوچک و جانبی در درگیری‌ها داشت و نبرد در منطقه وسیعی در شرق اوکراین به وقوع پیوست.
آدولف هیتلر، پیشوای رایش سوم نبرد کی‌یف را «بزرگ‌ترین نبرد در تاریخ جهان» توصیف کرده است.

## پیش‌زمینه
طبق طرح عملیاتی بارباروسا، گروه ارتش جنوب ورماخت به فرماندهی فیلدمارشال گرت فون روندشتت می‌بایستی بر منطقه راهبردی اوکراین مسلط می‌شد. قوای این نیرو می‌بایستی در یک حرکت گازانبری با شکستن دفاع مرزی شوروی و نفوذ پر شتاب ۶۵۰ کیلومتری در عمق اراضی آن، خود را به رود دنیپر می‌رساندند و عمده نیروهای ارتش سرخ در اوکراین را در غرب این رود به محاصره درمی‌آوردند.
در طرف مقابل، فرماندهی عالی شوروی می‌دانست که تمرکز اصلی نیروهای آلمانی در عملیات بارباروسا بر شمال مرداب‌های پریپیات خواهد بود اما ژوزف استالین، رهبر شوروی، اصرار داشت که تأکید شوروی بر جنوب باشد. جبهه جنوب غربی شوروی تحت امر ارتشبد میخائیل کیرپونوس در اوکراین به عنوان قدرتمندترین جبهه در مرزهای غربی شوروی، در مجموع چهار ارتش میدانی با پشتیبانی سه سپاه مکانیزه در خط مقدم، یک سپاه مکانیزه در جایگاه ذخیره و دو سپاه مکانیزه دیگر در موقعیت ذخیره راهبردی در اختیار داشت.
در این شرایط منطقه مردابی پریپیات که بخش جنوبی حوزه عملیاتی نیروهای آلمانی در جبهه شرقی را از بخش شمالی آن جدا کرده بود، امکان دریافت کمک توسط گروه ارتش جنوب ورماخت از سایر یگان‌های آلمانی تا پس از ناحیه کی‌یف را از بین برده بود. از طرفی، ناحیه عملیاتی در اوکراین عمق و عرض بیشتری نسبت به نواحی عملیاتی دو گروه ارتش دیگر ورماخت داشت و کی‌یف در فاصله ۶۰۰ کیلومتری از خط مرزی، هدف دورتری به حساب می‌آمد. این مسائل دشواری کار گروه ارتش جنوب را بیشتر می‌کرد.
با آغاز عملیات بارباروسا از ۲۲ ژوئن سال ۱۹۴۱، گروه ارتش جنوب ورماخت اوکراین را مورد هجوم قرار داد. این گروه ارتش قوای جبهه جنوب غربی شوروی را در مقابل خود داشت. علاوه بر قوای تحت امر کیرپونوس، روز ۲۵ ژوئن استاوکا، فرماندهی عالی شوروی، جبهه جنوبی به فرماندهی ارتشبد ایوان تیولنف را نیز به کمک ارتش‌های نهم و هجدهم ایجاد کرد. نیروهای ارتش سرخ در این ناحیه دست به دفاعی شدید زدند و با وجود کمبودهای جدی در زمینه سوخت و مهمات، از جانب فرماندهان عالی موظف به اجرای بلافاصله ضد حملات گردیدند. در همین حین لشکرهای سیزدهم و چهاردهم زرهی ورماخت روز ۲۶ ژوئن بر لوتسک مسلط گشتند. در این موقعیت تصور می‌شد گروه زرهی ۱ به عنوان سرنیزه زرهی گروه ارتش جنوب ورماخت برای پیشروی به سمت کی‌یف از طریق ریونه در موقعیت ایده‌آلی قرار دارد. در همین حال کیرپونوس در تلاش برای اجرای یک ضد حمله متمرکز بود. آغاز این ضد حملات از روز ۲۶ ژوئن موجب به پا شدن یک نبرد زرهی در مقیاسی بی‌سابقه بین بیش از ۲ هزار تانک در خط مقدمی به طول ۷۰ کیلومتر شد. این ضد حملات که به صورت تکه‌تکه و با گرفتاری به مشکلات فرماندهی و بی‌تجربگی افسران ارتش سرخ در کنترل توده نیروهای زرهی، به اجرا درمی‌آمدند، در رسیدن به اهداف تعیین شده ناموفق بودند و باعث از بین رفتن بسیاری از نیروهای ذخیره شوروی در منطقه شدند. این نبردهای شدید هر دو طرف را متحمل خسارات و تلفات زیادی کرد. بدین ترتیب، با توجه به این درگیری‌های مرزی در ماه ژوئن، گروه ارتش جنوب از سایر نیروهای آلمانی در پیشروی عقب ماند.
در نهایت روز ۳۰ ژوئن لویو به تصرف نیروهای ارتش هفدهم ورماخت درآمد تا پس از اثبات بی‌ثمری ضد حملات خسارت بار، همان روز استاوکا به کیرپونوس فرمان دهد نیروهای خود را تا روز ۹ ژوئیه تا مواضع دفاعی جدید در مناطق استحکامات کوروستن، نووگورود-وولینسکی و لتیچف در طول مرز سال ۱۹۳۹ شوروی و لهستان موسوم به خط دفاعی استالین عقب بکشد. با وجود به تأخیر افتادن پیشروی سپاه ۳ موتوریزه ورماخت با ضد حمله کیرپونوس و فراهم آمدن مقدار بیشتری وقت جهت عقب‌نشینی نیروهای او به مواضع دفاعی مشخص شده، خط استالین نیز با رسیدن لشکر یازدهم زرهی ورماخت به بردیچیف، روز ۷ ژوئیه در جنوب نووگورود-وولینسکی شکسته شد تا یک شکاف بین ارتش پنجم و ششم شوروی ایجاد شود. در اثر کمبود یگان‌های شناسایی، فرماندهی عالی شوروی تا ساعت‌ها از نفوذ نیروهای آلمانی بین این ارتش‌ها مطلع نشد.
با در معرض تهدید قرار گرفتن کی‌یف و با خطر دو نیم شدن جبهه جنوب غربی در فاصله بین ارتش پنجم شوروی در کی‌یف و ارتش ششم آن در جنوب بردیچیف، استاوکا همان روز دستور به اجرای مجموعه‌ای از ضد حملات داد تا با انهدام بلافاصله نیروهای جلودار دشمن، جلوی پیشروی آلمانی‌ها به سمت این شهر گرفته شود و ارتباط بین دو ارتش مذکور برقرار بماند. با این وجود، پیش از آن که این ضد حملات بین روزهای ۱۱ تا ۱۴ ژوئیه آغاز شوند، پس از تصرف ژیتومیر توسط نیروهای آلمانی در ۸ ژوئیه، با تزلزل خط دفاعی قوای ارتش سرخ، نیروهای سپاه ۳ موتوریزه گروه زرهی ۱ ورماخت ۱۰ ژوئیه موفق شدند با شکستن خط دفاعی دشمن، راه کی‌یف را در پیش بگیرند. همان روز لشکر سیزدهم زرهی از سپاه ۳ موتوریزه ورماخت با بهره‌گیری از شکاف ایجاد شده موسوم به «دالان ژیتومیر»، خود را به رود ایرپن در ۱۵ کیلومتری شرق کی‌یف رساند. روز بعد از آن لشکرهای چهاردهم زرهی و بیست و پنجم پیاده‌نظام موتوریزه نیز به این رود رسیدند. با توجه به فاصله ۱۰۰ کیلومتری پیاده‌نظام و توپخانه مورد نیاز برای تهاجم به کی‌یف، از خط مقدم، تصمیم برای تهاجم سریع به این شهر به سطوح بالاتر فرماندهی سپرده شد. در این زمان نیکیتا خروشچف، کمیسار سیاسی جبهه جنوب غربی شوروی فرماندهی پادگان کی‌یف شامل سه لشکر تفنگ‌دار، یک تیپ هوابرد، یک هنگ تانک، نیروهای موتوریزه ان‌کاوه‌ده، دانشجویان دانشکده یکم توپخانه کی‌یف، ۲ گردان ضد تانک و حدود ۲۹ هزار شبه‌نظامی، را بر عهده داشت.
درگیری‌های سنگین در اثر اجرای ضد حملات ارتش سرخ، مجدداً خسارت زیادی به نیروهای متحرک جبهه جنوب غربی شوروی وارد آورد؛ به شکلی که از مجموع توان سپاه ۹ مکانیزه تنها ۷ تانک بی‌تی و ۲۵ تانک تی-۲۶، از توان سپاه ۱۹ مکانیزه تنها ۴ تانک کی‌وی-۱، ۷ تانک تی-۳۴ و ۲۲ تانک تی-۲۶ و از توان سپاه ۲۲ مکانیزه تنها ۲ تانک بی‌تی و ۲۸ تانک تی-۲۶ باقی ماند.

## حرکت ورماخت به سمت کی‌یف
روز ۹ ژوئیه فرماندهی گروه ارتش جنوب و فرماندهی عالی نیروی زمینی آلمان مجدداً بر محاصره و انهدام نیروهای دشمن در غرب رود دنیپر به عنوان هدف اصلی عملیات تأکید کردند. به هر صورت با مشاهده فروپاشی قریب‌الوقوع جبهه جنوب غربی شوروی، سلطه بر کی‌یف نیز در ظاهر به عنوان هدف ثانویه مطرح گردید. هیتلر در این زمان تمایلی به تهاجم به کی‌یف نداشت و دستیابی به گذرگاهی بر رود دنیپر را نیز تابع انهدام آرایش‌های بزرگی از نیروهای دشمن در غرب این رود می‌دید. با این حال، فرماندهان نیروی زمینی همچنان علاقه‌مند به تصرف کی‌یف بودند. حملات مکرر نیروهای ارتش پنجم شوروی از منطقه پریپیات، اجازه به‌کارگیری ارتش ششم ورماخت در صورت دادن به این تهاجم را نمی‌داد. فون روندشتت اطمینان داشت کی‌یف هنگام پیشروی سریع، توسط سپاه ۳ موتوریزه به تصرف درخواهد آمد اما هیتلر پس از مشورت با فون براوخیچ تصور می‌کرد چنین کاری نیروهای زرهی را «به شکل غیرلازمی فدا خواهد کرد». در نهایت هالدر ساعت یک بامداد ۱۰ ژوئیه با تماس با قرارگاه گروه ارتش جنوب استفاده از نیروهای زرهی در جهت کی‌یف را جز برای امور شناسایی و امنیتی منع کرد. هیتلر نیز با تأیید این فرمان، سپاه ۳ موتوریزه را تنها مسئول حفاظت در مقابل حملات از جانب کی‌یف دانست و دستور به اجتناب از تهاجم به این شهر توسط این سپاه داد. او در ادامه خاطر نشان کرد اگر محاصره نیروهای دشمن تا رود بوگ جنوبی محقق نشود، کلیت گروه زرهی ۱ به سمت کی‌یف و رود دنیپر در جنوب شرقی پیشروی خواهد کرد.
در همین حال، فون روندشتت عقیده داشت با عقب‌نشینی بسیاری از یگان‌های ارتش سرخ به سمت شرق، دیگر محاصره آن‌ها تا رود بوگ جنوبی عملی نیست و با همراهی هالدر خواهان به محاصره درآوردن آن‌ها در حوالی بیلا تسرکفا در غرب رود دنیپر شد که با رضایت هیتلر به شرط مراقبت از جناح شمالی گروه زرهی ۱ همراه شد. با ابهام در شرط هیتلر، فون براوخیچ نتیجه گرفت که تصرف کی‌یف جناح شمالی را تأمین خواهد کرد. به هر حال همانند رویکرد گذشته، او تصمیم‌گیری نهایی را بر عهده فرماندهی گروه ارتش جنوب گذاشت. در همین حال فون روندشتت و والتر فون رایشناو، فرمانده ارتش ششم ورماخت که پیش از این هوادار تهاجم به کی‌یف بودند، اینک در آن تشکیک کردند. در نهایت به ارتشبد ایوالت فون کلایست، فرمانده گروه زرهی ۱ توصیه شد در صورتی که تهاجم او در هماهنگی با ارتش ششم ورماخت، امکان مناسبی برای تصرف این شهر بدون خطر عقب رانده شدن مهیا کرد، فرمانده محلی مختار است دست به چنین کاری بزند. بدین ترتیب پس از نگرانی‌ها فراوان در سطوح بالا، تصمیم نهایی بر عهده یک فرمانده پایین رده نهاده شد. در نهایت نیروهای شناسایی ورماخت ۱۳ ژوئیه مشخص کردند که استحکامات و تمرکز قوای شوروی در کی‌یف، هیچ شانسی برای یک حمله غافلگیرانه باقی نگذاشته است.

## تغییر راهبرد ورماخت
اوایل ماه ژوئیه فرماندهی عالی نیروی زمینی آلمان قصد داشت پس از پایان نبرد اسمولنسک، در ادامه عملیات بارباروسا، پس از انجام آماده‌سازی‌های لازم، از آغاز ماه سپتامبر با گروه ارتش مرکز از سه محور تهاجم به سمت مسکو را آغاز کند. با این وجود، ارتش پنجم شوروی تا میانه ماه ژوئیه همچنان مواضع پیشین خود در مرداب‌های پریپیات را حفظ کرده و این مسئله موجب ایجاد یک خط مقدم بیش از ۲۵۰ کیلومتری اضافه در جناحین باز جنوبی و شمالی دو گروه ارتش مرکز و جنوب ورماخت گشته بود. با وجود این که در ظاهر به نظر می‌رسید این منطقه محدب یکپارچه است اما در حقیقت تکه‌هایی از یگان‌های شکست خورده ارتش سرخ بدون تجهیزات، سوخت و مهمات در آن پراکنده بودند. با توجه به این شرایط و در پی مقاومت شدید نیروهای شوروی در اطراف اسمولنسک، فرماندهی عالی نیروی زمینی آلمان از اواسط ماه ژوئیه راهبرد خود برای ادامه عملیات را تغییر داد. فرمان شماره ۳۳ پیشوا روز ۱۹ ژوئیه ضمن انتقاد از عملکرد جناح شمالی گروه ارتش جنوب در مقابل ارتش پنجم شوروی، به منظور بازیابی تمرکز و تبیین دقیق اولویت اهداف، نیروهای آلمانی را موظف ساخت «از گریز مقادیر زیادی از قوای دشمن با گذر از رود دنیپر به عمق خاک روسیه جلوگیری کنند و آن‌ها را منهدم نمایند». بر این مبنا جناح چپ گروه ارتش جنوب با همکاری جناح راست گروه ارتش مرکز ارتش پنجم شوروی را منهدم می‌نمود. بدین ترتیب گروه ارتش مرکز صرفاً با پیاده‌نظام خود حرکت به سوی مسکو را ادامه می‌داد. به هر صورت، هیچ فرماندهی مشترکی برای بخش‌هایی از هر دو گروه ارتش که قرار بود در عملیات جدید با یکدیگر همکاری کنند، ایجاد نشد.
فون براوخیچ توصیه کرد گروه زرهی ۱ بلافاصله به سمت جنوب چرخش کند تا ضمن محاصره نیروهای دشمن در منطقه‌ای کوچک، یک دیوار دفاعی در غرب کی‌یف ایجاد گردد. با این حال هیتلر در این زمان ترجیح می‌داد ابتدا کی‌یف تصرف شود و سپس به کمک گروه ارتش مرکز تهاجمی برای محاصره دشمن در ناحیه‌ای بزرگ‌تر تا رود دنیپر آغاز گردد.

## طرح مقابله استاوکا
در مقابل چنین اقداماتی، استاوکا روز ۲۳ ژوئیه جبهه مرکزی شوروی را به فرماندهی ارتشبد فیودور کوزنتسوف، مشتکل از ارتش‌های به شدت تضعیف‌شده سیزدهم و بیست و یکم جهت محافظت از ناحیه گومل و رود سوژ در جناح جنوبی گروه ارتش مرکز ورماخت، شکل داد. با این وجود این نیرو به زحمت می‌توانست قادر به چنین کاری باشد.
ارتشبد گئورگی ژوکوف، رئیس ستاد کل ارتش سرخ، با دریافت اطلاعات از خط مقدم به این نتیجه رسید که حرکت گروه ارتش مرکز به سمت شرق متوقف شده است و هم‌اکنون بزرگ‌ترین تهدید راهبردی برای نیروهای شوروی در قسمت جبهه مرکزی آن است؛ جایی که حرکت نیروهای مکانیزه آلمان به سمت جنوب می‌تواند باعث قرار گرفتن جبهه جنوب غربی شوروی در خطر افتادن در محاصره گردد. ژوکوف روز ۲۹ ژوئیه به استالین گفت موفقیت هر گونه حرکت آلمانی‌ها به سمت لنینگراد و مسکو غیر محتمل به نظر می‌رسد اما ناحیه گومل نقطه‌ضعف کلیدی راهبردی ارتش سرخ است. از این رو، ژوکوف توصیه کرد سه ارتش شامل یک ارتش از ذخیره راهبردی و دو ارتش از جبهه‌های غربی و جنوب غربی شوروی و مقادیر بیشتری توپخانه به جبهه مرکزی شوروی اختصاص یابد و سپهبد نیکولای واتوتین به فرماندهی آن منصوب گردد. استالین با بدبینی ابراز داشت چنین عملی با انتقال نیروها، محور حیاتی مسکو را تضعیف خواهد نمود. در پاسخ ژوکوف با رد این مسئله، اعلام کرد امکان انتقال ۹ لشکر کاملاً مجهز از خاور دور در عرض دو هفته جهت تقویت این محور وجود دارد. استالین مجدداً این بار از افتادن خاور دور به دست ژاپنی‌ها ابراز تردید کرد. ژوکوف با نادیده گرفتن این سخن، پیشنهاد کرد جبهه جنوب غربی شوروی به پشت رود دنیپر عقب کشیده شود. با پرسش استالین از سرنوشت کی‌یف در این صورت، ژوکوف با ذکر دلایل نظامی تشریح کرد که این شهر می‌تواند رها گردد. در مواجهه با این سخن، استالین برآشفته شد و با مؤاخذه ژوکوف با لحنی تند و با «بی‌ارزش» خواندن حرف‌های او، اعلام کرد قصد دارد کی‌یف را همانند لنینگراد به هر قیمت که شده حفظ کند. در طرف مقابل ژوکوف نیز با پرخاش به استالین گفت که اگر تصور می‌کند رئیس ستاد کل «مزخرف» می‌گوید، درخواست می‌کند او را عزل کرده و به خط مقدم بفرستد. استالین که قصد عقب‌نشینی نداشت با این درخواست موافق کرد و مارشال بوریس شاپوشنیکوف را جایگزین ژوکوف در ریاست ستاد کل و او را به فرماندهی جبهه ذخیره شوروی منصوب ساخت.

## ادامه حرکت گروه ارتش جنوب
با وجود مقاومت سرسختانه نیروهای ارتش سرخ و بارندگی شدید غیرمنتظره، ارتش هفدهم ورماخت موفق به رخنه در ناحیه وینیتسا گشت و ارتش یازدهم آن تا رود دنیستر پیش رفت. شرایط میدان‌های نبرد، سبب گشت گروه زرهی ۱ موظف به رساندن خود به رود دنیپر و ایجاد گذرگاهی بر آن در جنوب کی‌یف شود. روز ۲۸ ژوئیه استاوکا به جبهه‌های جنوب غربی و جنوبی شوروی فرمان داد در یک عملیات مشترک اقدامات تهاجمی دشمن را با اختلال مواجه سازند و اجازه رسیدن آن به رود دنیپر را ندهند. جبهه جنوب غربی شوروی می‌بایست نیروهای خود را سازمان‌دهی مجدد می‌نمود و آماده تهاجم به سمت رادومیشل و ژیتومیر می‌شد تا به جبهه جنوبی شوروی متصل گردد. با تکمیل محاصره اومان توسط آلمانی‌ها در ۴ اوت و گرفتار شدن ارتش‌های ششم و دوازدهم شوروی در آن، فرمان پیشین استاوکا زائد به نظر می‌رسید تا ارتش پنجم جبهه جنوب غربی شوروی با دریافت سپاه ۱ هوابرد، سپاه‌های ۱۵ و ۳۱ تفنگ‌دار و سپاه‌های ۹ و ۲۲ مکانیزه از همان روز به تنهایی دست به تهاجم بزند. ضد حمله ارتش پنجم شوروی با دست‌آوردهای ناچیز و تحمل تلفات سنگین روز ۸ اوت متوقف شد. همان روز کوروستن در ۱۵۰ کیلومتری شمال غربی کی‌یف، به تصرف سپاه ۱۷ ارتش ششم ورماخت درآمد تا ارتش پنجم شوروی به سمت کی‌یف عقب بنشیند.
استاوکا برای پوشش دادن به شکاف ایجاد شده در نتیجه از دست رفتن ارتش‌های ناحیه اومان، روز ۴ اوت ارتش سی و هشتم شوروی را بر پایه سپاه ۸ مکانیزه به فرماندهی سپهبد دمیتری ریابیشف و با تمامی یگان‌های در دسترس در ناحیه چرکاسی، تشکیل داد. این ارتش با مجموعاً ۴۰ هزار نفر نیرو در قالب پنج لشکر تفنگ‌دار و چهار لشکر سواره‌نظام که غالباً به تازگی به منطقه رسیده بودند، موظف به دفاع از خط مقدمی به طول ۲۰۰ کیلومتر شد. استاوکا همچنین شش روز بعد، پس از انحلال رسمی ارتش‌های ششم و دوازدهم شوروی، ارتش سی و هفتم شوروی را تحت فرمان سرلشکر ولاسوف ایجاد و در خط رود دنیپر، بین کی‌یف و کرمنچوک مستقر کرد.
در همین شرایط نیروهای جلودار ارتش ششم ورماخت ۶ اوت خود را به حومه کی‌یف رساندند اما توسط ارتش سی و هفتم شوروی متوقف گشتند. دو روز بعد ارتش ششم ورماخت وادار به گرفتن حالت تدافعی و با ضد حمله ارتش سی و هفتم شوروی از روز ۱۲ اوت از برخی مواضع پیشین عقب رانده شد. همان روز هیتلر به فون روندشتت فرمان داد تهاجم به کی‌یف را متوقف کند.
فون روندشتت روز ۱۰ اوت با صدور فرمان شماره ۵ خود، در میان موارد دیگر، نیروهایش را موظف به تسخیر کرانه غربی رود دنیپر کرد. طبق این فرمان، نیکولایف روز ۱۶ اوت به تصرف ورماخت درآمد و لشکر زرهی لایب‌اشتاندارته آدولف هیتلر اس‌اس روز ۱۹ اوت بر خرسون دست یافت. در همین حال لشکر بیست و دوم پیاده‌نظام از سپاه ۳۰ ورماخت، پلی ۶۵۰ متری بر دنیپر در بریسلاف برای ارتش یازدهم ورماخت تصاحب نمود. همان روز لشکر نهم زرهی ورماخت گذرگاهی بر دنیپر در زاپوروژیه حاصل کرد. در نهایت، لشکر سیزدهم زرهی ورماخت نیز روز ۲۵ اوت موفق به دستیابی به پلی ۹۰۰ متری در دنیپروپتروفسک شد. لشکر شصتم پیاده‌نظام موتوریزه ورماخت روز بعد و لشکرهای صد و نود و هشتم پیاده‌نظام ورماخت و وایکینگ اس‌اس در عرض یک هفته به این موقعیت رسیدند و این گذرگاه را تحکیم کردند. ضد حملات شدید ارتش سرخ در این موضع آلمانی‌ها را از سه طرف مورد هدف قرار داد اما نیروهای ورماخت با پشتیبانی هواگردهای لوفت‌وافه از جمله گروه ۲۲ جنگنده ایتالیا، آن‌ها را دفع نمودند. فون روندشتت اقدام به ایجاد گذرگاه دیگری در چرکاسی کرد تا از فشار بر گذرگاه‌های پیشین کاسته شود. با مؤثر واقع افتادن این تدبیر، بودیونی ضد حملات نیروهای خود را متوجه چرکاسی ساخت.

## چرخش نیروهای گروه ارتش مرکز به جنوب
طبق گزارش روز ۲۷ ژوئیه، از مجموع ۹۵۳ تانک گروه زرهی ۲ در ابتدای جنگ با شوروی، تا روز ۲۵ ژوئیه تنها ۲۶۳ تانک در شرایط عملیاتی باقی مانده بود. این یگان همچنین حدود ۲۰ هزار نفر از مجموع ۱۱۳ هزار نفر نیروی خود را از دست داده بود درحالی‌که تنها ۱۰ هزار نفر به عنوان نیروی جایگزین به آن تعلق یافته بود. از این رو ارتشبد هاینتس گودریان، فرمانده گروه زرهی ۲ در جناح راست (جنوبی) گروه ارتش مرکز، به فرماندهی گروه ارتش اعلام کرد نیروهایش تا پیش از روز ۵ اوت آماده اجرای عملیات‌های جدید نخواهند بود. بدین شکل، در مواجهه با شمار بالای نیروهای دشمن و مشکلات تدارکاتی، فرمان شماره ۳۴ پیشوا در ۳۰ ژوئیه از گروه ارتش مرکز ورماخت خواست ضمن اتخاذ حالت تدافعی در بهترین مواضع همراه با عملیات‌های تهاجمی محدود، در سریع‌ترین زمان ممکن دو گروه زرهی خود را برای بازسازی و تسلیح مجدد به منظور انتقال به جناحین از خط مقدم عقب بکشد. در بستر آگاهی یافتن آلمانی‌ها از مقیاس حقیقی جنگ، هدف از چنین فرمانی در متوقف ساختن گروه ارتش مرکز، به جهت افزایش مقاومت دشمن در محور مسکو، تمرکز بر لنینگراد در شمال و کی‌یف و اوکراین در جنوب بود. به هر صورت، مزیت با اهمیتی که چرخش نیروهای گروه ارتش مرکز به سمت جنوب داشت این بود که با توجه به شرایط میدانی و برآمدگی خط مقدم شوروی، اگر نیروهای ارتش سرخ به موقع از این برآمدگی عقب‌نشینی نمی‌کردند، محاصره بسیار بزرگی ایجاد می‌شد؛ درحالی‌که فاصله‌ای که نیروهای موتوریزه ورماخت می‌بایست برای بستن حلقه این محاصره طی می‌نمودند کوتاه‌تر از محاصره‌های پیشین بود و این عملیات با توان رزمی تقلیل‌یافته و وضعیت تدارکاتی نخ‌نمای آلمانی‌ها تناسب بیشتری داشت. از طرفی با عیان شدن تدریجی تغییر ماهیت عملیات بارباروسا از ابزار وارد آوردن ضربه‌ای سخت به شوروی که موجب فرو ریختن آن در سال ۱۹۴۱ شود به جنگ منابع، عملیات در جنوب نوید عواید بیشتری با توجه به منابع محدود در دسترس آلمان، می‌داد.
با توجه به باقی ماندن تأکید و علاقه فرماندهی عالی نیروی زمینی آلمان بر مسکو، به منظور حفظ منابع لازم جهت تهاجم آینده به سمت شرق، در ابتدا تعداد یگان‌های اختصاص‌یافته گروه زرهی ۲ به عملیات جدید، محدود شدند. با فرمان هالدر، با وجود مخالفت و اعتراض گودریان، تنها یگان‌هایی از گروه زرهی ۲ می‌بایست به‌کار گرفته می‌شدند که «نیازی به آن‌ها در دیگر ماموریت‌های گروه ارتش مرکز نبود و آمادگی رزم و تحرک داشتند». هالدر به منظور مقابله با ارتش پنجم شوروی، صرفاً فرمان به تصرف آن بخش‌هایی از گومل و چرنیگوف داد که قابل دستیابی بودند.
با آغاز اجرای فرمان شماره ۳۴ پیشوا از روز ۶ اوت توسط گروه ارتش مرکز، نیروهای ارتش دوم و سپاه ۲۴ موتوریزه گروه زرهی ۲ ورماخت با گذر از رود سوژ، به سمت گومل در جانب جنوب یورش بردند. نیروهای گودریان با پشتیبانی هوایی جناح‌های ۳ و ۵۳ بمب‌افکن، ۲۱۰ جنگنده سنگین و ۵۱ جنگنده، با پس زدن ارتش بیست و یکم جبهه مرکزی شوروی به سمت جنوب، نیروهای دشمن را در معرض ایجاد یک شکاف بین قوای جبهه جنوب غربی در حوالی کی‌یف و یگان‌های جبهه‌های غربی و ذخیره در شرق اسمولنسک قرار دادند. استاوکا کوشید ۱۴ اوت با تشکیل جبهه بریانسک تحت امر سپهبد آندری یریومنکو با ارتش‌های سوم و سیزدهم و ارتش تازه‌ایجاد شده پنجاهم شوروی به منظور پر کردن فضای بین جبهه‌های غربی و ذخیره و جبهه ضعیف مرکزی شوروی، جلوی آلمانی‌ها را بگیرد. این جبهه مأمور بود با مجموعاً پانزده لشکر تفنگ‌دار، سه لشکر سواره‌نظام، یک لشکر تانک و یک سپاه هوابرد، خط مقدمی به طول ۲۳۰ کیلومتر از جنوب روسلافل در شمال تا نووگورود-سورسکی در جنوب را پوشش دهد.
ارتشبد کوزنتسوف، فرمانده جبهه مرکزی شوروی روز ۱۵ اوت تصمیم به رها کردن گومل گرفت. باقی ماندن بخشی از نیروهای جبهه مرکزی شوروی جهت محافظت از عقب‌نشینی مابقی نیروها، مشکلاتی برای آلمانی‌ها در گومل ایجاد کرد. فون بک ۱۶ اوت به ارتش دوم ورماخت فرمان داد تنها نیروهای لازم را در ناحیه ژلوبین باقی بگذارد و با مابقی نیروها با تمام سرعت به طرف گومل در جنوب یورش ببرد. با این حال، مقاومت و حملات ارتش سرخ در ناحیه گومل همان روز پیشروی سپاه‌های ۴۳ و ۱۳ ارتش دوم ورماخت به سمت جنوب را متوقف کرد. گودریان برای جلوگیری از گریز نیروهای شوروی از ناحیه گومل فرمان به حرکت سپاه ۲۴ موتوریزه ورماخت به سمت استارودوب در ۱۲۰ کیلومتری شرق گومل داد. لشکر سوم زرهی این سپاه همان روز تقاطع جاده‌ای در مگلین در ۶۰ کیلومتری شمال استارودوب را تصرف نمود. روز بعد با وجود تحمل فشار شدید از جانب غرب، لشکرهای دهم پیاده‌نظام موتوریزه و سوم زرهی ورماخت خط‌آهن گومل-بریانسک را قطع کردند.
نیروهای زرهی گودریان و پیاده‌نظام نظام ارتش دوم ورماخت تا ۱۸ اوت پوچپ در ۶۰ کیلومتری شمال شرقی استارودوب، را تصرف کرده و خود را به حومه گومل و استارودوب رساندند تا موجب خطر گسسته شدن اتصال ارتش سیزدهم و بیست و یکم شوروی و رخنه در بین جبهه‌های مرکزی و ذخیره ارتش سرخ شوند. همان روز استاوکا ارتش چهلم شوروی را تحت فرمان سرلشکر کوزما پودلاس، به عنوان بخشی از جبهه جنوب غربی، اختصاصاً به منظور سد کردن راه گودریان ایجاد نمود. این اقدام از ارزش اندکی برخوردار بود چرا که این ارتش از دو لشکر تفنگ‌دار و یک سپاه هوابرد متشکل بود که در نبردهای حوزه رود دنیپر به شدت تضعیف شده بودند. تعدادی از یگان‌های لشکر سوم زرهی ورماخت روز ۱۹ اوت زیر حملات سخت از جانب غرب، حوالی اونچا در ۳۰ کیلومتری شمال استارودوب به محاصره نیروهای ارتش سرخ افتادند. با جدی شدن اوضاع، برخی نیروهای جلودار لشکر سوم زرهی ورماخت با چرخش از استارودوب، مجدداً به اونچا بازگشتند. با وجود به سامان شدن نسبی شرایط در اونچا، پیاده‌نظام ارتش دوم ورماخت در اثر درگیری‌های ناحیه ژلوبین همچنان فاصله زیادی با این محل داشت و ارتش سرخ همچنان جاده مگلین-اونچا را مسدود نگاه داشته بود.
در این شرایط نظام تدارکاتی بیش از حد طولانی ورماخت در راه‌های بد منطقه قادر به همراه نگاه داشتن خود با پیشروی نیروهای زرهی نبود. بدین شکل، به همان اندازه که مقاومت ارتش سرخ در مقابل پیشروی سپاه ۲۴ موتوریزه ورماخت ممانعت ایجاد می‌کرد، نبود تدارکات نیز برای آن اختلال آفرین شد. در هر حال، با توجه به وضعیت ضعیف مکانیکی لشکرهای زرهی ورماخت و مستعد بودن تانک‌های آن‌ها برای خرابی، بزرگ‌ترین مانع در برابر پیشروی گودریان راه‌های بد شوروی بود. جاده ۶۰ کیلومتری روسلافل به مگلین، شریان اصلی شمال به جنوب برای گودریان، «بسیار بد» توصیف شده است. در این مدت با وجود فرمان فرماندهی عالی نیروی زمینی آلمان به سپاه ۲۴ موتوریزه ورماخت جهت پیشروی به سمت گومل از جانب شرقی، این یگان با تحمل فشار از جانب دشمن و مشکلات تدارکاتی قادر به این عمل نبود. ناهماهنگی بین بخش‌های مختلف ورماخت وضعیت دشواری برای آلمانی‌ها در ناحیه گومل پدیدآورد. یادداشت‌های افسر تدارکات لشکر سوم زرهی ورماخت در ۱۸ اوت می‌آورد: «پیشروی لشکر به اندازه‌ای سریع است که ستون‌ها [تدارکات] قادر به هماهنگ نگاه داشتن خود نیستند.» ستون‌های تدارکاتی سپاه ۲۴ موتوریزه ورماخت با میانگین سرعتی در حدود تنها ۱۲ کیلومتر بر ساعت در حال حرکت بودند. روز بعد کمبود سوخت سپهبد لئو گیر فون شوپنبورگ، فرمانده سپاه ۲۴ موتوریزه ورماخت را وادار ساخت به قرارگاه گودریان اطلاع دهد که تصرف نووزیبکوف در ۷۰ کیلومتری شرق گومل، قابل تحقق نیست. گودریان نیز به نوبه خود این مسئله را به فون بک گزارش کرد. علاوه بر این، نرسیدن قطعات یدکی تعداد تانک‌های عملیاتی لشکر چهارم زرهی ورماخت را به تنها ۴۴ دستگاه و در روز ۲۲ اوت برای لشکر سوم زرهی ورماخت به تنها ۶۰ تانک رساند. در نهایت روز ۲۱ اوت با تدارکات‌رسانی هوایی نیاز سپاه ۲۴ موتوریزه به سوخت مجدداً تأمین گشت تا استارودوب روز ۲۲ اوت به تصرف آن درآید.
با این حال، تهاجم نهایی ورماخت به گومل از روز ۱۹ اوت با یورش سپاه ۱۳ ورماخت از جانب شمال غربی و شمال شرقی به آن، آغاز شد. لشکر هفدهم پیاده‌نظام این سپاه همان روز از غرب و شمال به داخل شهر رخنه کرد تا درگیری‌های شدید خانه‌به‌خانه در آن به‌پا شود. تا شامگاه نیروهای ارتش سرخ به جنوب شهر رانده شدند. این نیروها تمام تلاش خود را کردند همه پل‌های رود سوژ در این شهر را از بین ببرند. درگیرها برای یک روز دیگر درون گومل ادامه پیدا کرد. با وجود مقاومت شدید نیروهای ارتش بیست و یکم شوروی، گروه زرهی ۲ و ارتش دوم ورماخت گومل را تا روز ۲۱ اوت کاملاً تصرف نمودند. کار پاکسازی شهر توسط لشکر ۱۳۱ پیاده‌نظام ورماخت انجام گرفت. یک سوم از مدافعان ناحیه گومل به محاصره آلمانی‌ها افتادند و منهدم شدند. حدود ۵۰ هزار نفر از نیروهای ارتش سرخ در این موضع به اسارت آلمانی‌ها درآمدند. با سقوط گومل، ارتش پنجم شوروی با تحمل فشار شدید از جناح شمالی از طرف ارتش دوم ورماخت، شروع به عقب‌نشینی از ناحیه شمال موزیر در جنوب غربی مرداب‌های پریپیات به سمت شرق کرد.

## ورود گودریان به اوکراین
روز ۲۱ اوت هیلتر فرمان به چرخش تمامی یگان‌های ارتش دوم و گروه زرهی ۲ به سمت جنوب در عمق اوکراین داد. با این حال، فرماندهی عالی نیروی زمینی آلمان در برنامه‌ریزی برای پیگیری همزمان تهاجم به سمت جنوب و مسکو، روز ۲۳ اوت فرمان به تقسیم شدن گروه زرهی ۲ و باقی ماندن سپاه ۴۶ موتوریزه در ناحیه اسمولنسک به عنوان نیروی ذخیره متحرک داد. همان روز گودریان بدون اطلاع از چنین فرمانی، در دیدار خود در وولفس‌شانتسه با هیتلر وعده یکپارچه ماندن گروه زرهی خود را از پیشوا گرفت. گودریان روز بعد با آگاهی از این موضوع، بلافاصله خواهان بازگردانده شدن این سپاه که مقرر شده بود به ارتش چهارم ورماخت بپیوندد، شد که فون بک با آن مخالفت کرد. گروه زرهی ۲ حرکت خود را ۲۵ اوت آغاز کرد و با تهاجم از طریق گومل و استارودوب به جبهه مرکزی شوروی، آن را با آشفتگی به سمت رود دسنا عقب راند.

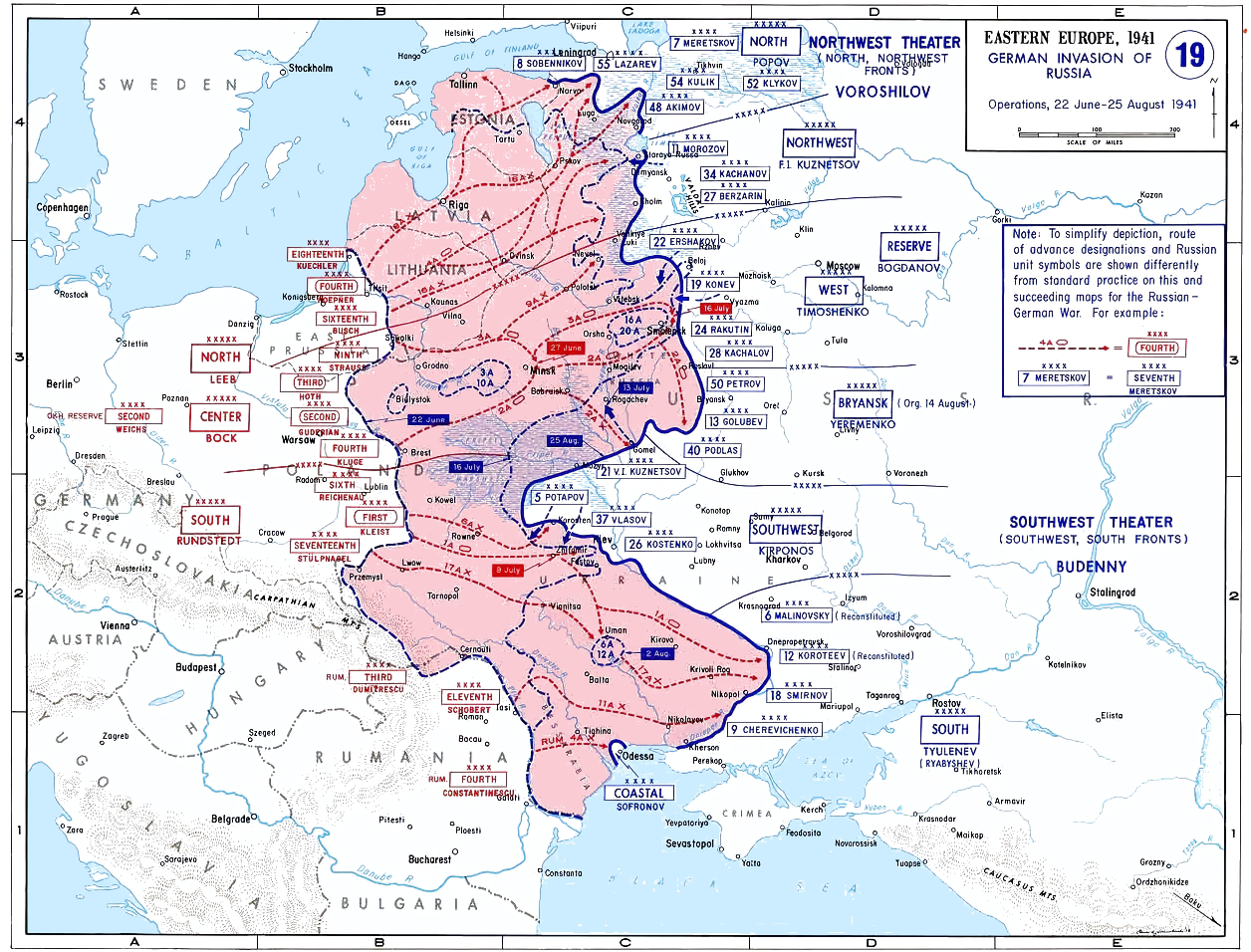
عملیات بارباروسا، ۲۲ ژوئن تا ۲۵ اوت ۱۹۴۱

رودخانه دسنا یک مانع طبیعی عمده در مقابل نیروهای گودریان در راه ورود به اوکراین به حساب می‌آمد. لشکر سوم زرهی ورماخت روز ۲۵ اوت خود را به نووگورود-سورسکی در کرانه این رود رساند. گروه زرهی ۲ در ابتدا گزارش‌هایی مبنی بر انهدام پل بزرگ این رود دریافت کرد. با این حال بعداً مشخص شد این پل ۸۰۰ متری، در اثر بی‌کفایتی نیروهای ارتش سرخ و اقدام سریع آلمانی‌ها، صبح روز ۲۶ اوت، به عنوان گذرگاهی بر رود دسنا، به شکل سالم به تصرف لشکر سوم زرهی ورماخت درآمده است. گودریان این خبر را «شگفت‌انگیز و خوش‌حال‌کننده‌ترین» خواند. پس از این موفقیت، لشکر سوم زرهی ورماخت برای محافظت از این سر پل، اقدام به گسترش آن تا عمق ۸ کیلومتری نمود. روز بعد نیروهای شوروی تلاش شدیدی برای پس گرفتن کرانه شرقی رود و انهدام پل آن صورت دادند. اندازه سر پل آلمانی‌ها تحت فشار کوچک شد اما خط دفاعی آن در نهایت حملات را دفع کرد. همزمان لشکر دهم پیاده‌نظام موتوریزه ورماخت نیز گذرگاه دیگری بر رود دسنا در نزدیکی کوروپ در ۵۰ کیلومتری جنوب غربی نووگورود-سورسکی، تصاحب نمود. این لشکر روز ۳۰ اوت تلاش کرد به تنهایی به پیشروی به سمت جنوب ادامه دهد اما مستقیماً با پیکان تهاجمی یریومنکو برخورد کرد و پس زده شد. به نقل از یادداشت‌های فون بک و گودریان، این لشکر زیر حمله چهار لشکر دشمن، حتی قادر به حفظ سر پل خود در جنوب رود دسنا نگردید. فرسایش و درگیری‌ها لشکرهای سوم زرهی و دهم پیاده‌نظام موتوریزه سپاه ۲۴ موتوریزه ورماخت را به اندازه‌ای تضعیف ساخت که این دو لشکر برای مدتی حالت تدافعی گرفتند.

## عبور گروه ارتش جنوب از دنیپر

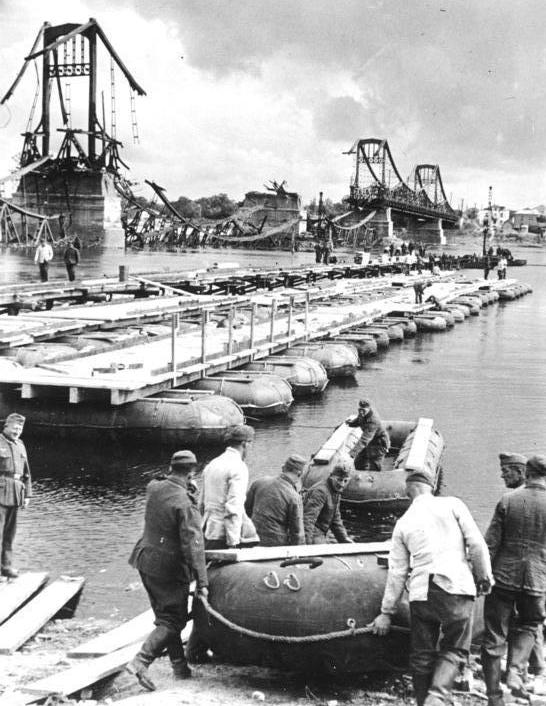
مهندسان ورماخت در حال ایجاد پل معلق جهت عبور از رود دنیپر، نزدیک کی‌یف، سپتامبر ۱۹۴۱

اواخر ماه اوت جبهه جنوب غربی شوروی متشکل از بیش از ۵۰ لشکر در قابل ۶ ارتش، کاملاً درون یک برآمدگی مثلثی‌شکل با راس آن در غرب کی‌یف در عمق ۵۰۰ کیلومتری، قرار گرفته بود. جناحین طولانی این جبهه از شمال توسط گروه زرهی ۲ و ارتش دوم ورماخت، از غرب توسط ارتش ششم ورماخت و از جنوب توسط گروه زرهی ۱ و ارتش هفدهم ورماخت زیر حمله قرار داشت. حتی پیش از آغاز عملیات جدید آلمانی‌ها، موقعیت جبهه جنوب غربی شوروی پر خطر و این جبهه در عمل از پیش نیمه‌محاصره‌شده بود. قدرتمندترین آرایش‌های کیرپونوس با استقرار در نواحی غربی‌تر، در برابر خطر نیروهای زرهی ورماخت در جناحین بیرونی نبودند. کیرپونوس از این شرایط آگاهی داشت اما رویکرد فرماندهی عالی شوروی اجازه اقدام مؤثر به او نمی‌داد.
پس از درخواست‌های مکرر بودیونی و کیرپونوس از استاوکا برای عقب کشیدن ارتش پنجم شوروی به خطوطی کوتاه‌تر و موافق فرماندهی عالی شوروی در روز ۱۹ اوت با این مسئله، این ارتش روز ۲۳ اوت به سمت شرق از رود دنیپر گذر کرد. فرماندهی ارتش ششم ورماخت تا روز ۱۸ اوت انتظار عقب‌نشینی ارتش پنجم شوروی را نداشت. هالدر و فرماندهی گروه ارتش جنوب دستور به تعقیب سریع نیروهای دشمن دادند. بدی راه‌های منطقه عمل ارتش ششم ورماخت را با تأخیر همراه ساخت. به هر صورت، ارتش پنجم شوروی قادر به انهدام پل چوپی رود دنیپر پشت سر خود نشد. با تهاجم سپاه ۵۱ ارتش ششم و لشکر یازدهم زرهی ورماخت این پل به تسلط آلمانی‌ها درآمد. کیرپونوس فرمان به تهاجم تمامی ادوات هوایی در اختیار خود جهت انهدام پل مذکور داد. هواگردهای ایل-۲ شوروی با بمب‌های آتش‌زا پل را منهدم کردند. این اقدام راه پشت سر نیروهای آلمانی که از رود دنیپر عبور کرده بودند، را قطع کرد. این نیروها تا هنگامی که مهندسان آلمانی پل را تا روز ۲ سپتامبر تعمیر نمودند، برای ده روز در مرداب‌های بین دو روز دنیپر و دسنا، نسبت به سایر یگان‌های ورماخت در انزوا قرار داشتند.
روز ۲۶ اوت سپاه ۱۷ ارتش ششم ورماخت در جناح شمالی گروه ارتش جنوب، بر چرنوبیل در ۱۱۰ کیلومتری شمال کی‌یف مسلط شد. روز ۱ سپتامبر سپهبد گئورگ فون زودنشترن، رئیس ستاد گروه ارتش جنوب جهت ایجاد هماهنگی در جناح چپ خود، با ارتش دوم ورماخت ارتباط برقرار کرد. او بلافاصله ابراز داشت با کمبود ادوات گذر از رود، ارتش ششم گروه ارتش جنوب به کمک ارتش دوم ورماخت وابسته است.
با وجود دشواری‌ها و کمبودهای تدارکاتی، سپاه‌های موتوریزه گروه زرهی ۱ از روزهای ۲۷ و ۲۸ اوت دوره چند روزه‌ای را برای بازسازی و استراحت آغاز کردند. این درحالی بود که سپاه ۲۴ موتوریزه به عنوان سرنیزه زرهی گودریان، در انبر شمالی ورماخت در ناحیه کی‌یف، پس از مجموعه متوالی و بی‌وقفه‌ای از نبردهای سنگین و راهپیمایی‌های طاقت‌فرسا، بدون هیچ فرصتی برای استراحت و تعمیر، عملیات جدیدی را از روز ۲۵ اوت آغاز کرده بود. در این حال، با توجه به شرایط سخت جغرافیایی در شرق رود دنیپر و شمال کی‌یف، مقاومت شدید ارتش پنجم شوروی و مشکلات تدارکاتی آلمانی‌ها که پیشروی ارتش‌های دوم و ششم ورماخت را کند کرده بود، فون روندشتت با نگرانی از گریز نیروهای شوروی به جانب شرق، ۲۸ و ۲۹ اوت به گروه زرهی ۱ و ارتش‌های ششم و هفدهم ورماخت فرمان داد از حداکثر محل‌های ممکن از رود دنیپر عبور نمایند. روز ۱ سپتامبر گروه زرهی ۱ فرمان به پایان عملیات بازسازی و بازگشت به خط مقدم دریافت کرد. در حقیقت این بدین معنا بود که فرماندهی گروه ارتش جنوب تصمیم بر به‌کارگیری نیروهای فرسوده‌شده خود با «آخرین توان باقی مانده آن‌ها» و بدون استراحت گرفت.
بدین ترتیب سپاه ۵۲ ارتش هفدهم ورماخت روز ۳۱ اوت گذرگاهی بر دنیپر در دریفکا در جنوب کرمنچوک در ۲۸۰ کیلومتری جنوب شرقی کی‌یف، تصاحب نمود. نیروهای زرهی گروه ارتش جنوب نیز با ورود مجدد به صحنه از روز ۴ سپتامبر، اقدام به گسترش این گذرگاه کردند. در مواجهه با این خطر، مارشال بودیونی بلافاصله به ارتش سی و هشتم شوروی تحت امر سرلشکر فکلنکو دستور داد نیروهایی از دشمن را که از رود عبور کرده‌اند منهدم نماید. با این وجود، این ارتش بسیار ضعیف‌تر از آن بود که بتواند چنین بکند و ضد حمله برنامه‌ریزی‌شده ۸ سپتامبر آن، بدون نیروی زرهی، با مهماتی اندک و زیر حملات هوایی دشمن در فضایی باز، هیچگاه عملی نشد.
تشدید مقاومت دشمن و باور بر انتقال یگان‌های قدرتمندی از ارتش سرخ از سایر بخش‌های خط مقدم به منطقه، سبب گشت ارزیابی آلمانی‌ها از شرایط پس از پایان ماه اوت تغییر کند و برای آن‌ها نیز روشن شود که استالین دستور به حفظ خط رود دنیپر داده است. فون روندشتت در ابتدا قصد داشت ارتش هفدهم ورماخت را از طریق گذرگاه کرمنچوک به جانب شمال، به طرف نیروهای گودریان عازم سازد تا گروه زرهی ۱ از طریق گذرگاه دنیپروپتروفسک به جانب شرق یورش ببرد. بر این مبنا، گروه ارتش جنوب روز ۴ سپتامبر به ارتش هفدهم ورماخت دستور داد برای به محاصره درآوردن نیروهای دشمن در ناحیه دنیپر میانی و کی‌یف، به سمت خط عمومی میرگورود-لوبنی یورش ببرد. گروه زرهی ۱ با پیشروی به سمت پولتاوا از طریق کراسنوگراد در جهت شمال، جناح راست این حرکت را می‌بایست پوشش می‌داد. پس از برگزاری ملاقاتی در روز ۸ سپتامبر در قرارگاه گروه ارتش جنوب با حضور فون براوخیچ و هالدر، تصمیم بر معکوس شدن نقش ارتش هفدهم و گروه زرهی ۱ گرفته شد. هدف از این تغییر تکمیل هر چه سریع‌تر محاصره دشمن بود. به نظر می‌رسد فشار گروه ارتش مرکز و گروه زرهی ۲ در وارد کردن نیروهای زرهی گروه ارتش جنوب به عملیات، در اتخاذ این تصمیم مؤثر بوده است. بدین منظور مقرر گشت گروه زرهی ۱ تا رومنی در ۲۰۰ کیلومتری شمال پیش برود و سپس خطی ۱۰۰ کیلومتری تا لوبنی در جنوب را نگاه دارد تا مسیر حملات قدرتمند احتمالی دشمن از این قسمت برای گریز را سد کند. چهار لشکر پیاده‌نظام ارتش هفدهم ورماخت نیز می‌بایست مابقی حلقه محاصره از لوبنی به سمت جنوب را حفظ می‌نمودند تا شش لشکر دیگر پیاده‌نظام آن به سمت خارکوف در شرق حرکت کنند. موعد آغاز عملیات جدید روز ۱۱ سپتامبر تعیین گردید. پیش از آن که هالدر محل را ترک کند، فون روندشتت از او خواست جهت ایجاد وحدت در فرماندهی عملیات در ناحیه کی‌یف، گروه زرهی ۲ و ارتش دوم ورماخت تحت امر او قرار گیردند که با این درخواست مخالفت شد.
سپاه ۵ هوایی لوفت‌وافه با استقرار در پایگاه‌های جدیدی در کیروفوگراد و اومان برای گروه ارتش جنوب پشتیبانی هوایی تأمین می‌کرد. سپاه‌های ۵۲ و ۵۵ و بخش‌هایی از سپاه ۱۱ ارتش هفدهم ورماخت در مرکز خط مقدم گروه ارتش جنوب تا روز ۱۰ سپتامبر از روز دنیپر عبور نمودند. گروه زرهی ۱ نیز با جلوداری نیروهای سرتیپ هانس-والنتین هوبه در لشکر شانزدهم زرهی از سپاه ۴۸ موتوریزه از روز ۱۱ سپتامبر شروع به گذر از دنیپر کرد. روز ۱۲ سپتامبر ۲۰ لشکر گروه ارتش جنوب ورماخت در این قسمت علیه ۵ لشکر تفنگ‌دار و ۴ لشکر سواره‌نظام ارتش سی‌وهشتم در جناح جنوبی جبهه جنوب غربی متمرکز شده بودند. باران، گل‌آلود شدن راه‌ها، مشکلات تدارکاتی و ضد حملات محلی ارتش سرخ، تا حدودی پیشروی نیروهای گروه ارتش جنوب را با تأخیر همراه نمود. لشکر شانزدهم زرهی به عنوان سرنیزه زرهی سپاه ۴۸ موتوریزه ورماخت در ابتدا موفقیت‌هایی کسب کرد اما اتمام سوخت موجب توقف آن جهت تدارکات‌رسانی مجدد برای آن شد. در این زمان گروه زرهی ۱ مجموعاً ۳۳۱ تانک در اختیار داشت که معادل ۵۳ درصد توان آن در روز ۲۲ ژوئن بود. پس از جمع‌آوری تدارکات لازم و احداث یک پل مناسب، سرنیزه زرهی گروه زرهی ۱ از روز ۱۲ سپتامبر با سپاه ۴۸ موتوریزه تحت امر سپهبد ورنر کمپف تهاجم را آغاز کرد. سپاه ۳ موتوریزه با لشکر سیزدهم زرهی ورماخت نیز می‌بایست از گذرگاه دنیپروپتروفسک تهاجم در طول رود دنیپر را صورت می‌داد.

## ضد حمله جبهه بریانسک
ورای خسارات وارد آمده به ارتش سرخ در اثر عملیات‌های گروه ارتش مرکز ورماخت در جناحین شمالی (ناحیه ولیکیه لوکی) و جنوبی (نواحی روسلافل، کریچف، ژلوبین و سپس گومل)، به نظر می‌رسد استالین ارزیابی راهبردی اشتباهی از شرایط حاصل کرده بود. او می‌پنداشت این حملات صرفاً اقدامات ایذایی تاکتیکی برای منحرف کردن توجه یا منابع از محور حیاتی اسمولنسک-مسکو است. تا این زمان رهبران شوروی تصور می‌کردند حرکت گودریان به سمت جنوب با هدف اصلی تهاجم به جانب بریانسک و سپس مسکو است. از همین رو جبهه بریانسک عموماً موظف به دفاع از محور مسکو از جانب جنوب غربی شده بود و مسئولیتی در قبال جلوگیری از رخنه گروه زرهی ۲ ورماخت در جناح شمالی جبهه جنوب غربی نداشت. علاوه بر این، فرماندهی عالی شوروی با حفظ نیروها در ناحیه کی‌یف، احتمالاً امیدوار بود از آن‌ها علیه جناح جنوبی گروه ارتش مرکز هنگام پیشروی آن به سمت مسکو استفاده کند.
با این وجود، برخلاف انتظار ارتش سرخ، گودریان با غافلگیر کردن دشمن تقریباً بدون هیچ مزاحمتی به یورش به سمت جنوب ادامه داد. با این حال استالین همچنان اصرار داشت کیرپونوس به هر قیمت که شده به دفاع از کی‌یف ادامه دهد و معتقد بود جبهه بریانسک علاوه بر این که می‌تواند از محور بریانسک محافظت کند بلکه قادر است نیروهای دشمن را که جناح شمالی و پشت سر جبهه جنوب غربی را تهدید می‌کردند، را نیز از بین ببرد. به هر صورت استالین از صدور فرمان تهاجم همه‌جانبه توسط جبهه بریانسک علیه جناح شرقی گودریان خودداری کرد تا نیروهای این جبهه را جهت متوقف ساختن پیشروی آینده گروه ارتش مرکز به سمت مسکو، حفظ نماید.
روز ۲۵ اوت استاوکا به جبهه غربی به فرماندهی ارتشبد تیموشنکو، جبهه ذخیره به فرماندهی ژنرال ژوکوف و جبهه بریانسک به فرماندهی ارتشبد یریومنکو فرمان به اجرای ضد حملات متمرکز در محور اسمولنسک-یلنیا-نووزیبکوف جهت دفع تهاجم گودریان و در عمل مقابله با کل گروه ارتش مرکز داد. بر این اساس، پس انحلال جبهه مرکزی و با قرار گرفتن ارتش بیست و یکم شوروی تحت امر آن، جبهه بریانسک موظف شد با اجرای یورش مستقیم، قوای گروه زرهی ۲ ورماخت را شکست داده و دفاع مستحکم شمال کی‌یف را بازیابی کند. این عمل می‌بایستی در خط مقدمی بسیار فراخ از ژوکوفکا در شمال تا یامپول در جنوب صورت می‌گرفت. روز ۲۶ اوت استاوکا از جبهه بریانسک خواست نیروهای گودریان را در استارودوب به محاصره درآورده و منهدم و جناحین ارتش‌های سیزدهم و بیست و یکم را به یکدیگر نزدیک کند. چنین دستوری درحالی صادر می‌شد که تشکیل جبهه بریانسک هنوز تکمیل نشده بود و اجرای آن سبب کاربرد تکه‌تکه قوای ارتش سرخ می‌گردید. در این حال شکاف بزرگی بین بخش اصلی جبهه بریانسک و نیروهای افزوده شده به آن از جبهه پیشین مرکزی وجود داشت و تنها ارتش پنجاهم شوروی تازه‌نفس و قادر به عملیات تهاجمی ادامه‌دار بود. به هر صورت استاوکا بر ادامه این ضد حملات بی‌ثمر اصرار داشت. اطلاعات غلط موجب تصور ارتش سرخ بر طرح آلمانی‌ها برای وارد آوردن ضربه‌ای سخت به جناح راست (شمالی) جبهه بریانسک شد. از این رو شاپوشنیکوف به یریومنکو دستور داد این قسمت را با ارتش پنجاهم تقویت کند. این اقدام سبب شد این ارتش از قسمت در خطر رو به قسمتی که خطری در آن نبود، بیاورد و ضد حمله جبهه بریانسک در نقطه لازم به شدت تضعیف شود.
پس از شکست ضد حمله نخست جبهه بریانسک، روز ۲۸ اوت استاوکا فرمان به تهاجم گسترده هوایی ۴۵۰ هواگرد جبهه بریانسک با حداقل ۱۰۰ بمب‌افکن دی‌بی-۳ از سحرگاه یک یا دو روز بعد علیه تانک‌های دشمن داد. بین ۲۹ اوت تا ۴ سپتامبر هواگردهای شوروی بیش از ۴۰۰۰ سورتی علیه گروه زرهی ۲ ورماخت به انجام رساندند. با وجود ادعای یریومنکو پس از جنگ مبنی بر «بسیار مؤثر» بودن این تهاجم گسترده هوایی، حملات هوایی شوروی با وجود اجرای طبق برنامه، تقریباً هیچ تأثیری بر پیشروی گودریان نگذاشت. در جریان این حملات ۵۵ هواگرد شوروی ساقط و ۵۷ هواگرد دیگر با حمله آلمانی‌ها به هشت پایگاه هوایی شوروی منهدم شدند. با بی‌نتیجه بودن این عملیات، دو روز بعد استاوکا مجدداً جبهه بریانسک را این بار با تمامی نیروهایش موظف به ضد حمله دیگری به سمت روسلافل و استارودوب و انهدام نیروهای گودریان در پوچپ، نووگورود-سورسکی و نووزیبکوف و متعاقباً پیشروی بیشتر تا دستیابی به خط پتروویچی-کلیموویچی-شچورس تا روز ۱۵ سپتامبر کرد. کاملاً مشخص بود که چنین عملیاتی بسیار فرا تر از توان این جبهه با نیروهایی بی‌تجربه و کمبود شدید در زمینه کادر ستادی و فرماندهی، است. با این حال یریومنکو فرمان به شروع ضد حمله از ۲ سپتامبر داد. دو گروه شوک جبهه بریانسک می‌بایست در دو محور با فاصله ۱۴۰ کیلومتر به عملیات می‌پرداختند.

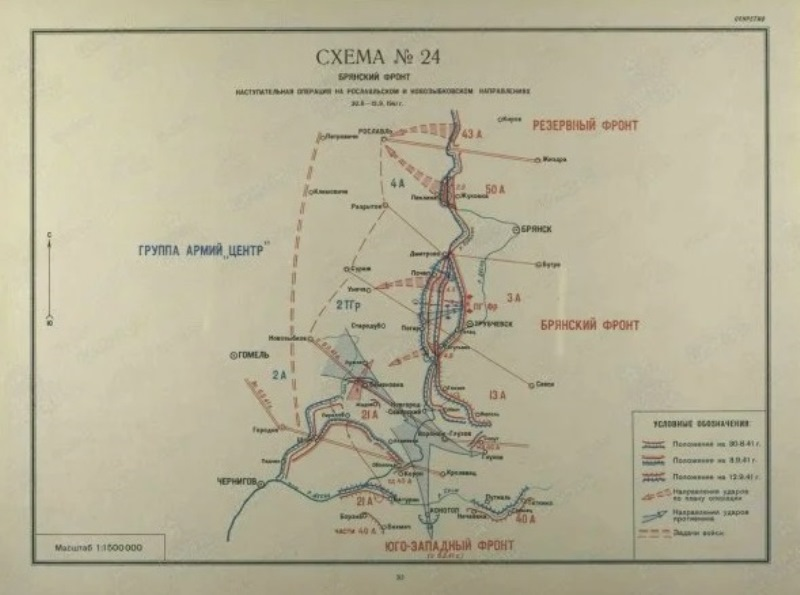
ضد حمله جبهه بریانسک شوروی علیه جناح شرقی گروه زرهی ۲ ورماخت، موسوم به عملیات تهاجمی روسلافل-نووزیبکوف که عایدی چندانی نداشت

پیش از آن، حمله روز ۳۰ اوت لشکر ۱۰۸ تانک شوروی با بیش از ۹۰ تانک از جمله تعداد زیادی تانک سنگین کی‌وی-۱ که تسلیحات معمول ضد تانک آلمانی‌ها بر آن‌ها کارگر نبود، علیه لشکر هفدهم زرهی از سپاه ۴۷ موتوریزه ورماخت در جناح شرقی گودریان صورت گرفت و رخنه ۲ کیلومتری آن در خطوط آلمانی‌ها، نگرانی دو نیم شدن این سپاه ورماخت را پدیدآورد. ضد حمله روز بعد لشکر هفدهم زرهی ورماخت با توجه به برتری تانک‌های ارتش سرخ مؤثر واقع نشد و به از دست رفتن ۱۱ تانک آلمانی انجامید. ضد حمله روز ۱ سپتامبر لشکر هجدهم زرهی، دیگر لشکر سپاه ۴۷ موتوریزه ورماخت، نیز با لشکر چهارم سواره‌نظام شوروی که در پشتیبانی از لشکر تانک آن در منطقه حضور داشت، برخورد کرد. در نهایت با تمرکز آتش دو لشکر زرهی ورماخت و پشتیبانی هوایی سپاه ۲ هوایی لوفت‌وافه، حمله تانک‌های یریومنکو با وارد آمدن خسارت زیادی به هر دو طرف دفع شد.
با توجه به شرایط مشوش عملیاتی، سازماندهی مجدد نیروهای جبهه بریانسک با مشکلات عدیده تدارکاتی مواجه گشت که تا هنگام آغاز عملیات مرتفع نگردید. از این رو یریومنکو خواهان به تعویق افتادن ضد حمله تا ۳ سپتامبر شد که با آن موافقت گردید. با این حال با فشار استاوکا، یریومنکو مجدداً وادار شد ضد حمله را از ۲ سپتامبر آغاز کند. پس از دو ساعت گلوله‌باران توپخانه، هر دو گروه شوک مستقیماً نیروهای جلودار گودریان را مورد هجوم قرار دادند. پشتیبانی هوایی ناکافی، حملات ناهماهنگ و عوامل دیگر موجب شد از همان ابتدا این ضد حمله جبهه بریانسک نیز با شکست مواجه شود. سپاه ۴۷ موتوریزه ورماخت به راحتی این ضد حملات را دفع کرد. در جریان این درگیری‌ها، نیروهای زرهی جبهه بریانسک شوروی، با وجود قدرت ظاهری، به سرعت از بین رفتند و تانک‌های گودریان به حرکت به سمت جنوب ادامه دادند.
یریومنکو پس از جنگ، این ضد حمله را نیز از منظر عملیاتی بسیار مؤثر برآورد کرد که موجب دستیابی به تجربیات زیادی از دشمن شده است. به هر صورت، با وجود این که چنین ادعاهایی برای حفظ چهره صورت می‌گرفت، اگر اصرار استالین بر ممنوعیت عقب‌نشینی جبهه جنوب غربی شوروی نبود تلاش یریومنکو و ضد حمله او احتمالاً می‌توانست زمان کافی برای بیرون کشیدن بخش عمده نیروهای کیرپونوس را فراهم آورد.

## بحث پیرامون ادامه عملیات ورماخت

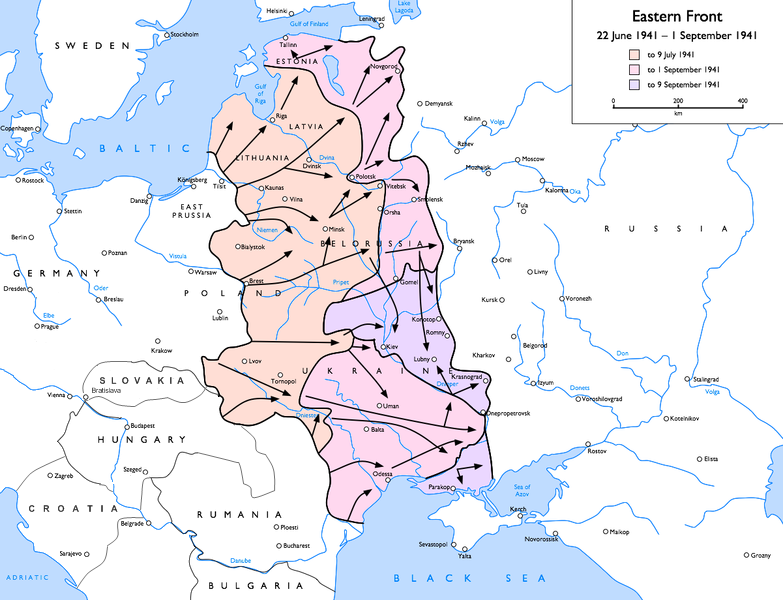
نقشه پیشروی ورماخت تا ۹ سپتامبر ۱۹۴۱

گودریان روز ۲۶ اوت از فرماندهی عالی نیروی زمینی آلمان خواهان آزادسازی سپاه ۴۶ موتوریزه ورماخت شد که با آن مخالفت گردید. در دیدار روز ۲۷ اوت سرلشکر فریدریش پائولوس، معاون تدارکات فرماندهی عالی نیروی زمینی آلمان از قرارگاه گروه زرهی ۲، گودریان مجدداً خواهان دریافت نیروی کمکی بیشتر شد. گودریان ابراز داشت ارتش دوم ورماخت با پیشروی به سمت جنوب غربی در یک جهت واگرا از نظر عملیاتی نسبت به گروه زرهی ۲ قرار دارد و هم‌اکنون با ایجاد یک شکاف ۷۵ کیلومتری بین آن‌ها، از جناح راست سپاه ۲۴ موتوریزه ورماخت جدا شده است. او جناح چپ (شرقی) سپاه ۲۴ موتوریزه ورماخت را نیز به شکل مشابهی ناامن دانست. گودریان راه حل را در انتقال سپاه‌های ۱۳ و ۴۳ و همچنین لشکر یکم سواره‌نظام از ارتش دوم ورماخت به فرماندهی خود مطرح ساخت. گودریان این بار نیز درخواست برای بازگردانده شدن سپاه ۴۶ موتوریزه ورماخت را تکرار کرد. پائولوس موافقت خود را نسبت به حمایت از این درخواست‌ها اعلام کرد. گودریان عصر همان روز با تماس با سرتیپ هانس فون گرایفنبرگ، رئیس ستاد گروه ارتش مرکز، درخواست مشابهی برای نیروی کمکی مطرح ساخت. با توجه به فشار وارد آمده بر خط دفاعی طولانی گروه ارتش مرکز و نیاز آن به در اختیار داشتن نیروی ذخیره، فون بک در مشورت با هالدر، در ابتدا تنها با نزدیک‌تر شدن لشکر یکم سواره‌نظام به جناح راست سپاه ۲۴ موتوریزه موافقت کرد. با اصرار مجدد گودریان در ۲۹ اوت برخواسته‌های خود، فون بک با اعلام این مسئله که سپاه ۲۴ موتوریزه به ارتش دوم ورماخت اطلاع داده است که تهدیدی در جناح راست خود احساس نمی‌کند، ادعاهای گودریان را مردود دانست. با این وجود فون بک روز بعد با ارسال هنگ پیاده‌نظام گروس‌دویچلانت به سمت گودریان نیز موافقت نمود. البته این مسئله به عنوان «نیروی کمکی قطره قطره»، موجب اقناع گودریان نشد.
بخش عملیات‌های ستاد کل نیروی زمینی آلمان روز ۳۰ اوت فرمان به آماده‌سازی گروه ارتش مرکز جهت قرار دادن لشکرهای ارتش دوم ورماخت تحت امر گروه زرهی ۲ پس از عبور ارتش دوم از روز دسنا، «جهت ادامه عملیات‌ها با گروه ارتش جنوب» داد. قرارگاه و «بخش‌هایی از ارتش دوم که نیازی به آن‌ها در ادامه عملیات در جنوب رود دسنا نیست» در اختیار گروه ارتش مرکز باقی می‌ماندند. تعداد این «بخش‌های مورد نیاز» به خواسته گروه ارتش جنوب بستگی داشت. این تصمیم نشان‌گر تأیید این مسئله بود که عملیات آینده توسط گروه ارتش جنوب هدایت خواهد شد و دیگر صرفاً تلاش تشدید شده‌ای برای از بین بردن نیروهای دشمن در بین دو گروه ارتش نیست که گروه ارتش مرکز مسئول آن باشد.
در این میان، موضوع ادامه تهاجم به سمت شرق در جانب مسکو مجدداً به شکل جدی وارد گمانه‌زنی‌های فرماندهی عالی آلمان گردید. دیوید استاهل، تاریخ‌دان آمریکایی، این مسائل را نه به عنوان طرح ادامه عملیات پس از اتمام حرکت کنونی گودریان به سمت جنوب بلکه در نظر گرفته شدن جدی تغییر کلی برنامه عملیاتی از جانب هیتلر، مطرح می‌سازد؛ ایده‌ای که به موجب آن گروه زرهی ۲ و ارتش دوم ورماخت، پیش از تکمیل محاصره جبهه جنوب غربی شوروی، در خط‌آهن نژین-کونوتوپ متوقف می‌شدند و به همراه تمامی گروه ارتش مرکز به سمت شرق هجوم می‌بردند. در این جهت، هیتلر پس از اطلاع از فرمان ستاد کل نیروی زمینی، همان روز ۳۰ اوت به فون براوخیچ اطلاع داد که توان گروه ارتش مرکز در حوالی رود دسنا نبایست برای عملیات در اوکراین به کار گرفته شود بلکه می‌بایست به منظور عمل در جهت مسکو آماده گردد. برایان فیوگیت این نیروهای مورد اشاره هیتلر را تنها یگان‌های سپاه ۴۶ موتوریزه ورماخت می‌داند که با وجود وعده الحاق آن‌ها به گودریان، پیشوا در استفاده از آن تجدید نظر کرده است. به هر حال، هالدر و فون بک که خود تا پیش از این سرسختانه خواهان ادامه حرکت به سمت مسکو بودند، هم‌اینک با مشاهده فرصت‌های عملیاتی در اراضی جنوبی، با غیرقابل بازگشت دانستن گودریان و با توجه به فرسایش بالای وارد آمده به یگان‌ها و وضعیت بد تدارکاتی، نظر مساعدی نسبت به چنین عملی که باعث یک چرخش بزرگ و بازچینی زمان‌بر و پر خسارت نیروها می‌شد، نداشتند و به شدت مایل به تکمیل تهاجم به سمت جنوب بودند. هیتلر در نهایت تصمیم گرفت به گودریان اجازه ادامه حرکت به سمت جنوب ادامه را بدهد تا به گروه زرهی ۱ متصل گردد.

## ادامه پیشروی گودریان
در این زمان درحالی‌که سپاه ۴۷ موتوریزه ورماخت تماماً صرفا وظیفه محافظت از جناح طولانی چپ (شرقی) گروه زرهی ۲ را بر عهده داشت، برای سپاه ۲۴ موتوریزه ورماخت به عنوان سرنیزه زرهی گودریان تنها ۸۶ تانک عملیاتی معادل کمتر از نیمی از تعداد تانک‌های لشکر سوم زرهی ورماخت در ابتدای عملیات بارباروسا، باقی مانده بود. بدین ترتیب تهاجم گودریان می‌بایست با میزان تانک‌های معادل نصف یک لشکر زرهی پیش می‌رفت. تنها لشکر چهارم زرهی این سپاه قادر به عملیات تهاجمی بود. از این رو عصر همان روز، فون بک با بی‌میلی تمام، با پیوستن لشکر زرهی داس رایش اس‌اس به گودریان موافقت کرد. به نقل از فون بک، گودریان در گزارشی در روز ۲ سپتامبر، وضعیت گروه زرهی ۲ را «بسیار بدبینانه» به تصویر کشید؛ به وجهی که فرمانده گروه ارتش پیشنهاد دریافت مجوز عقب‌نشینی تاکتیکی نیروهای گودریان از فرمانده نیروی زمینی را مطرح ساخت تا این نیروها بتوانند از ارتش دوم در جناح چپ خود پشتیبانی کنند. به هر صورت. گودریان بلافاصله این پیشنهاد را رد کرد و با استفاده از فرصت جهت اصرار برخواسته پیشین خود، گروه زرهی ۲ را در صورت دریافت نیروی کمکی بیشتر، قادر به به‌انجام رساندن مأموریت خود دانست. در نهایت، تحت تأثیر گزارش گودریان، فون بک روز ۲ سپتامبر با آزاد شدن سپاه ۴۶ موتوریزه موافقت نمود.
پس از چهار روز توقف سرنیزه زرهی آن در گذرگاه رود دسنا، با دریافت تدارکات کافی، تهاجم گروه زرهی ۲ به سمت جنوب از روز ۳۱ اوت از سر گرفته شد. یورش گودریان جبهه بریانسک را کنار زده و اواخر روز ۲ سپتامبر لشکر صد و هشتم تانک شوروی را در وضعیت نیمه محاصره قرار داد و ضربه سختی به لشکر چهارم سواره‌نظام آن وارد آورد. تا روز ۶ سپتامبر نیروهای متحرک جبهه بریانسک در محاصره بودند و برای نجات خود می‌جنگیدند. نیروهای گودریان تا دهمین روز تهاجم خود در اوکراین حدود ۳۰ هزار نفر نیروهای دشمن را به اسارت گرفته بودند. استالین با انتقاد شدید از او، به یریومنکو اجازه داد در صورت امکان این نیروها را از محاصره بیرون بکشد و بدین منظور حتی در آب‌وهوای بد از هواگردهای خود استفاده نماید. در این زمان از مجموع توان لشکر صد و هشتم تانک شوروی تنها ۱۶ تانک و ۵ خودروی زرهی و از توان تیپ ۱۴۱ تانک همراه آن تنها ۳۸ تانک باقی مانده بود. تمامی اقدامات یریومنکو در این جهت از جمله به‌کارگیری یگان‌های سد کننده مسیر که بر روی نیروهای خودی که بدون مجوز عقب‌نشینی می‌کردند آتش می‌گشودند، نیز به نتیجه‌ای نرسید.
بودیونی روز ۴ سپتامبر در گزارشی به استالین به شرح تهدید در جناحین خود پرداخت و درخواست دریافت بلافاصله نیروی کمکی کرد. در صورت عدم وجود این امکان، بودیونی خواهان مجوز ایجاد نیروی ذخیره برای خود با انتقال چهار لشکر از ارتش‌های سی‌وهفتم و بیست‌وششم جبهه غربی شد. به دستور استالین، شاپوشنیکوف با هر دو درخواست بودیونی مخالفت کرد. روز ۶ سپتامبر با قرار گرفتن ارتش بیست و یکم تحت امر جبهه جنوب غربی، کیرپونوس به این ارتش فرمان داد از جانب غرب اراضی پشت سر لشکرهای سوم و چهارم زرهی سپاه ۲۴ موتوریزه ورماخت را مورد حمله قرار دهد. اقدامات کیرپونوس تأثیری بر حرکت نیروهای زرهی گودریان نداشت و آن‌ها روز بعد از رود سایم گذشتند. در مقابل وضعیتی خطرناک، کیرپونوس ۷ سپتامبر درخواست مجوز عقب‌نشینی نیروهایش در شمال کی‌یف به جانب شرقی رود دسنا را کرد. پس از تصرف چرنیگوف در ۸ سپتامبر توسط ارتش دوم ورماخت، شاپوشنیکوف ۹ سپتامبر به جبهه جنوب غربی اطلاع داد فرماندهی عالی تصمیم به عقب کشیدن ارتش پنجم و جناح راست ارتش سی‌وهفتم شوروی به جانب شرقی رود دسنا گرفته است تا با فاصله گرفتن از ارتش ششم ورماخت و چرخش خط مقدم خود به سمت شمال، در مقابل پیشروی گروه زرهی ۲ ورماخت قرار بگیرند.
ارتش بیست و یکم شوروی در نهایت تهاجم خود علیه جناح چپ گودریان را از روز ۹ سپتامبر آغاز کرد اما در ناهماهنگی با حملات جبهه بریانسک، دستاورد اندکی کسب نمود. روز بعد کیرپونوس از بودیونی درخواست نیروی کمکی مخصوصاً برای ارتش چهلم خود که در طول رود سایم در ناحیه کوتونوپ، در مسیر گودریان در شرایط سختی قرار داشت، کرد که در پاسخ بودیونی اعلام داشت استاوکا نیروی ذخیره دیگری در اختیار او قرار نداده است که چنین بکند. در این شرایط، ارتش پنجم شوروی تحت فشار شدید از ۱۰ سپتامبر شروع به عقب نشستن به جانب شرقی رود دسنا کرد. تانک‌های گودریان همان روز از رود دسنا عبور کردند و به پیشروی در عمق اراضی پشت خط مقدم جبهه جنوب غربی شوروی به سمت رومنی ادامه دادند. این حرکت شکاف بین جبهه بریانسک و جنوب غربی شوروی را به ۶۰ کیلومتر رساند. هنگامی که چند لشکر ارتش پنجم شوروی به رود دسنا رسیدند متوجه شدند آلمانی‌ها از پیش کرانه شرقی رود را تصاحب کرده‌اند. تنها تعدادی از یگان‌های ارتش سرخ از جمله سپاه ۱۵ تفنگ‌دار آن قادر گشتند در جنوب چرنیگوف نسبتاً بدون آسیب از رود دسنا عبور کنند؛ مابقی نیروهای ارتش پنجم شوروی هنگام گذر از رود متحمل تلفات سنگین شدند. مقاومت سرسختانه ارتش سی و هفتم شوروی در حوالی کی‌یف ارتش پنجم شوروی را از افتادن در محاصره از جانب جنوب نجات داد.
به هر صورت پیشروی آلمانی‌ها در این زمان به شکل پر سرعت، بدون مشکل و کم‌خسارتی انجام نمی‌گرفت. بارندگی سنگین و وقوع طوفان‌ها شدید از روز ۴ سپتامبر با فاجعه‌بار کردن وضعیت راه‌ها بار دیگری بر دوش گودریان در زحمت پیشروی به سمت جنوب گذاشت؛ به وجهی که یوزف گوبلس، وزیر اطلاع‌رسانی رایش، روز ۱۳ سپتامبر در یادداشت‌های شخصی خود نوشت: «خدای آب‌وهوا در طرف ما نیست.» با این حال، همان روز ۱۰ سپتامبر ارتش دوم ورماخت در نهایت به ارتش ششم ورماخت متصل شد و رومنی در ساحل رود سولا، دقیقاً در شرق کی‌یف، به تصرف لشکر سوم زرهی تحت امر سرلشکر والتر مدل از گروه زرهی ۲ ورماخت درآمد. عناصر سرعت و غافلگیری سبب شد این لشکر تقریباً بدون مبارزه از سد استحکامات جدید دفاعی ارتش سرخ در این ناحیه بگذرد. مقادیر زیادی غذا و مهمات و ۸۰ متر مکعب سوخت در رومنی به غنیمت آلمانی‌ها درآمد تا از آن به عنوان پایگاه حساس تدارکاتی پیشین استفاده شود. کیرپونوس با مشاهده فاجعه در حال تکمیل، در تلگرافی به استاوکا اعلام کرد ارتش‌های بیست و یکم و چهلم او قادر به متوقف ساختن دشمن نیستند و خواهان صدور مجوز انتقال بلافاصله نیرو از کی‌یف و یک عقب‌نشینی عمومی برای نیروهای جبهه جنوب غربی شوروی جهت قرار دادن آن‌ها در مقابل سرنیزه زرهی گودریان شد. شاپوشنیکوف در تماسی تلفنی در پاسخ بر لزوم مقاومت در مواضع کنونی تأکید نمود. درحالی‌که آلمانی‌ها به وضوح دیگر قصدی جهت تهاجم به کی‌یف از غرب نداشتند، شاپوشنیکوف ضمن منع انتقال قدرتمندترین نیروهای این جبهه از کی‌یف، اعلام کرد جبهه جنوب غربی خواهد توانست با یگان‌هایی از خط رود دنیپر جلوی گودریان را بگیرد. از این رو مجوز انتقال دو لشکر تفنگ‌دار از ارتش بیست و ششم شوروی در جنوب کی‌یف به ارتش چهلم به عنوان راه حل موقت صادر شد. کیرپونوس و بودیونی از این مسئله کاملاً ناراضی بودند؛ چرا که جدا کردن دو لشکر تفنگ‌دار از ارتش بیست و ششم ننها سه لشکر تفنگ‌دار برای آن جهت دفاع از خط مقدمی به طول ۱۵۰ کیلومتر باقی می‌گذاشت. این درحالی بود که با ناتوانی ارتش سی و هشتم در جنوب ارتش بیست و ششم، در از بین بردن گذرگاه آلمانی‌ها در کرمنچوگ، وضعیت در قسمت جنوبی جبهه جنوب غربی شوروی نیز مناسب نبود. در این شرایط هر لحظه ممکن بود نیروهای گروه زرهی ۱ ورماخت با حرکت از این گذرگاه به سمت شمال خود را به قوای گودریان برسانند.
در این حال با ادامه حرکت سرنیزه زرهی گودریان به سمت جنوب، جناح شرقی گروه زرهی ۲ هر لحظه طولانی‌تر می‌شد. این مسئله دشواری کار سپاه ۴۷ موتوریزه در حفظ این جناح را که طول آن تا روز ۱۱ سپتامبر به ۱۵۰ کیلومتر رسید، مضاعف می‌ساخت به وجهی که لشکر هجدهم زرهی این سپاه می‌بایست به تنهایی و بدون پشتیبانی هوایی چندانی خط مقدمی به طول ۷۰ کیلومتر را پاسداری می‌نمود. در این وضعیت هواگردهای شناسایی نقش ویژه‌های ایفا می‌نمودند که به هر صورت تنها یک هواگرد شناسایی بدون پشتیبانی جنگنده‌ها در لشکر هجدهم زرهی برای تمامی سپاه باقی مانده بود.

## قربانی شدن جبهه جنوب غربی
هنگامی که جبهه جنوب غربی در حال دفاع کردن از از خط مقدمی به طول بیش از ۸۰۰ کیلومتر بود، روز ۱۱ سپتامبر بودیونی نیز با ارسال تلگرافی به استالین ابراز داشت تنها نیروهایی قدرتمند قادر خواهند بود جلوی به محاصره درآمدن این جبهه را بگیرند؛ درحالی‌که که خود جبهه جنوب غربی چنین امکانی را ندارد. او اعلام کرد اگر فرماندهی عالی نیروهای ذخیره لازم را در این ناحیه فراهم نکند عقب کشیدن جبهه جنوب غربی ضروری است و تأخیر در این امر تنها موجب از دست رفتن نیروهای آن و انهدام مقدار بسیار زیادی از یگان‌های تدارکاتی خواهد گشت. بدین ترتیب او خواهان مجوز عقب‌نشینی ۲۵۰ کیلومتری به سمت شرق از رود دنیپر تا رود پسل شد. با این حال استالین مجدداً به کیرپونوس فرمان داد بدون مجوز استاوکا کی‌یف را رها نکند و دست به انهدام پل‌ها نزند. استالین بر این باور بود که اگر جبهه جنوب غربی اقدام به عقب‌نشینی از خط رود دنیپر نماید آلمانی‌ها به سرعت جای پایی در کرانه شرقی آن باز خواهند کرد؛ در نتیجه جبهه جنوب غربی هنگام عقب‌نشینی تحت فشار دشمن از سه جهت به جای دو جهت قرار خواهد گرفت و در نهایت در صورت حرکت هماهنگ آلمانی‌ها، به محاصره درخواهد آمد؛ چرا که امکان عقب‌نشینی به موقع تمامی این جبهه با ۶۶۷ هزار نیرو به پشت رود پسل وجود ندارد. او محاصره دو ارتش ششم و دوازدهم شوروی در ناحیه اومان را حاصل چنین عقب‌نشینی دانست که نباید برای بار دیگر تکرار شود. استالین همچنین دفاع رود پسل را آماده بهره‌گیری نمی‌دانست. به هر صورت، حتی از نگاه آلمانی‌ها، مراحل آغازین عملیات در اوکراین همچنان به هیچ وجه تضمین‌گر موفقیت نهایی نبود.
به پیشنهاد ژوکوف و به دستور استالین، ۱۳ سپتامبر استاوکا بدون صدور مجوز عقب‌نشینی، مارشال سیمیون تیموشنکو را جایگزین بودیونی مستأصل، در فرماندهی جهت جنوب غربی شوروی نمود. تیموشنکو که تصور می‌کرد نیروی کمکی در راه است و ضد حمله جبهه بریانسک نتایج خوبی دربرخواهد داشت، با عدم عقب‌نشینی جبهه جنوب غربی موافق بود. با این حال تنها یک لشکر تفنگ‌دار و دو تیپ تانک با ۱۰۰ تانک در اختیار او قرار گرفت و روشن بود جبهه بریانسک با تنها ۲۰ تانک عملیاتی در تمامی تیپ‌های تانک خود نمی‌توانست کار به جایی ببرد.
به نظر می‌رسد همانند اتفاقی که برای جبهه غربی شوروی در نبرد بیاویستوک-مینسک افتاد، با پیش‌بینی پیگیری تهاجم ورماخت با حرکت به سمت پایتخت شوروی، قصد اصلی رهبر شوروی قربانی کردن جبهه جنوب غربی ارتش سرخ در کی‌یف، جهت خریدن زمان برای تقویت دفاع مسکو و استقرار نیروهای ذخیره راهبردی در اطراف آن بوده است. جبهه جنوب غربی شوروی می‌بایست می‌ایستاد و می‌جنگید و از بین می‌رفت تا وقت و منابع آلمانی‌ها را صرف خود کند. همان‌طور که دمیتری پاولوف، فرمانده جبهه غربی شوروی از چنین طرحی با خبر نبود، کیرپونوس و یریومنکو نیز از آنچه در سر استالین می‌گذشت مطلع نبودند. بودیونی و ژوکوف با توجه به موقعیت نزدیکی که به استالین داشتند، احتمالاً از چنین نقشه‌ای آگاهی یافته بودند. این دو با تصور این که پس از انتقال گروه زرهی ۲ ورماخت به گروه ارتش جنوب، آلمانی‌ها به حرکت در جنوب ادامه خواهند داد و بدون مشکل تا رود ولگا و قفقاز پیش خواهند رفت، در تلاش بودند با عقب‌نشینی جبهه جنوب غربی به سمت شرق آن را نجات دهند و جلوی آلمانی‌ها را بگیرند. از این رو تغییر جایگاه آن‌ها را می‌توان به این مسئله مرتبط دانست.
به هر حال از دیگر مقاصد استالین در اصرار بر مقاومت در ناحیه کی‌یف می‌توان به حفظ اراضی حیاتی کشاورزی اوکراین جهت جلوگیری از آشوب اجتماعی حاصل از از دست دادن منابع غذایی، تشویق مدافعان لنینگراد و اودسا به ادامه پایداری و اطمینان‌بخشی به بریتانیا و ایالات متحده به عنوان حامیان تدارکاتی-تسلیحاتی شوروی، از امکان تاب‌آوردن آن در مقابل آلمان، اشاره کرد.

## تکمیل محاصره
در این شرایط استاوکا ۱۲ سپتامبر با انتقال یگان‌های تانک از ارتش پنجاهم به ارتش سیزدهم، در فرمانی خوش‌باورانه، با تغییر برنامه تهاجم جبهه بریانسک، یریومنکو را موظف ساخت تهاجم خود در طول محور روسلافل را متوقف کند و با سازمان مجدد نیروها، جناح چپ گودریان را یک بار دیگر هدف بگیرد تا حداکثر تا ۱۸ سپتامبر شکاف ایجاد شده را پوشش داده و به یگان‌های جبهه جنوب غربی متصل گردد. جهت تشویق یریومنکو، استاوکا او را به درجه ارتشبدی ترفیع و مقداری نیروی کمکی به جبهه مضمحل‌شده بریانسک اختصاص داد. این تمهیدات بسیار دیر صورت می‌گرفت. همان روز با تأخیر یک روزه در اثر بارندگی، لشکر شانزدهم زرهی گروه ارتش جنوب ورماخت با درهم کوبیدن دفاع لشکر دویست و نود و هفتم تفنگ‌دار شوروی، با حرکت ۲۰ کیلومتری از گذرگاه رود دنیپر به جانب شمال تا شامگاه خود را به خورول در ۲۳۰ کیلومتری جنوب شرقی کی‌یف رساند. این لشکر قرارگاه ارتش سی و هشتم شوروی را به تصرف خود درآورد اما فکلنکو، فرمانده این ارتش موفق به گریز شد. روز بعد لشکر چهاردهم زرهی گروه ارتش جنوب نیز به لوبنی در ۳۰ کیلومتری شمال خورول دست یافت. این لشکر با حمله به خط تدارکاتی نیروهای جبهه جنوب غربی شوروی، ۱۵۰۰ تن را به اسارت و ۶۰۰ کامیون، ۷۰ توپ و ۳ هواگرد را به غنیمت گرفت. لشکر نهم زرهی ورماخت در حال تعقیب این دو لشکر بود. تا این زمان با این تهاجم نیروهای فون کلایست در گروه زرهی ۱ یک شکاف ۲۰ کیلومتری بین ارتش‌های سی و هشتم و ششم شوروی ایجاد کردند و تنها ۴۰ کیلومتر با قوای سرلشکر مدل در لشکر سوم زرهی از گروه ارتش مرکز در شمال فاصله داشتند. در همین حال مقاومت نیروهای ارتش سرخ در حال افزایش و نبرد شدید هوایی در آسمان منطقه بین جنگنده‌های طرفین در جریان بود. بدین شکل لشکر شانزدهم زرهی ورماخت در لوبنی به مقاومت سرسختانه عناصر ان‌کاوه‌ده برخورد کرده و گذر لشکر سوم زرهی ورماخت از رومنی دو روز به طول انجامید. این مشکلات سبب شد طرح فرماندهی عالی نیروی زمینی آلمان جهت اتصال دو گروه زرهی به یک دیگر در روز ۱۳ سپتامبر محقق نشود. به هر صورت، یک گروه‌رزمی کوچک از لشکر سوم زرهی ورماخت متشکل از سه تانک، هشت خودروی زرهی شناسایی و شش قطعه توپ و یک گروهان ضد تانک، با یورش به سمت جنوب شهر با اهمیت لوخْویتسا و پل آن بر رود سولا را تسخیر کرد. با توجه به کمبود نیرو در این موقعیت، گودریان خواهان این بود پیاده‌نظام جای لشکر هجدهم زرهی ورماخت را که هم‌اکنون خطی به طول ۹۰ کیلومتر را حفظ می‌کرد، در قسمت شمالی جناح شرقی بگیرد تا این لشکر به سمت رومنی حرکت کند. فرماندهی گروه ارتش با این درخواست به جهت فاصله زیاد این لشکر از هدف مورد نظر و همچنین فرسایشی که پیش از تهاجم آتی به سمت مسکو به آن وارد می‌آمد، مخالفت نمود.
نخستین ساعات صبح روز ۱۴ سپتامبر سرتیپ واسیلی توپیکوف، رئیس ستاد جبهه جنوب غربی شوروی با ارسال یک تلگرام شخصی به شاپوشنیکوف ابراز داشت: «فاجعه آغاز شده است و در عرض چند روز خود را به شما نشان خواهد داد.» شاپوشنیکوف در پاسخی تند با «رمیده» توصیف کردن توپیکوف، خواهان «خون‌سردی و اجتناب از رمیدگی» در تمامی سطوح فرماندهی و توقف عقب‌نشینی ارتش‌های بیست و یکم و پنجم شوروی شد. او از نیروهای جبهه جنوب غربی شوروی خواست «به پشت سر نگاه نکنند» و «فرمان ۱۱ سپتامبر رفیق استالین» را اجرا نمایند. روز ۱۵ سپتامبر تیموشنکو نیز زیر فشار، با برگشت کامل از عقیده پیشین خود، در مسکو به شاپوشنیکوف گفت که خواهان عقب‌نشینی بلافاصله جبهه جنوب غربی شوروی است. در همین حال با فشار ارتش‌های ششم و دوم ورماخت جناح شمالی جبهه جنوب غربی شوروی رفته‌رفته در حال فروپاشی بود. ارتش هفدهم ورماخت نیز به تدریج شروع به پیشروی از سر پل کرمنچوگ به سمت شمال کرد. سپاه ۱۱ ارتش هفدهم ورماخت با سه لشکر پیاده‌نظام روز ۱۳ سپتامبر تحت امر گروه زرهی ۱ قرار گرفت تا اطمینان بیشتری از حفظ دیواره شرقی محاصره در حال تکمیل حاصل شود.
در نهایت ساعت ۱۸ روز ۱۴ سپتامبر گروه کوچکی از نیروهای لشکر هجدهم زرهی ورماخت شمال لوبنی به یک گروهان مهندسی لشکر شانزدهم زرهی ورماخت رسید. به هر صورت این ملاقات بین نخستین عناصر پیشتاز انبرهای شمالی و جنوبی صورت نمادین داشت و همچنان نسبتاً فضای زیادی بین دو انبر وجود داشت. روز بعد یگان‌های بیشتری از لشکر نهم زرهی ورماخت جهت برقراری اتصال قدرتمندتر حرکت به سمت شمال را ادامه دادند. روز ۱۶ سپتامبر با اتصال کامل لشکرهای سوم و شانزدهم زرهی، سرنیزه‌های زرهی دو گروه زرهی ۱ و ۲، در جنوب لوخویتسا به یکدیگر، حلقه محاصره در ۱۲۰ کیلومتری جنوب شرقی کی‌یف تکمیل شد تا تمامی نیروهای جبهه جنوب غربی شوروی شامل پنج ارتش پنجم، بیست و یکم، بیست و ششم، سی و هفتم و سی و هشتم داخل آن گرفتار گردند. حلقه محاصره از جانب شرقی توسط گروه زرهی ۱ و ۲ و از جانب غربی توسط ارتش‌های دوم و ششم ورماخت تشکیل شده بود. ناحیه تحت محاصره منطقه وسیعی به مساحت تقریبی ۲۰ هزار کیلومتر مربع را شامل می‌شد که درازای آن از نقطه اتصال نیروهای زرهی ورماخت تا شهر کی‌یف از شرق به غرب به ۲۰۰ کیلومتر می‌رسید.

## اقدام برای عقب‌نشینی جبهه جنوب غربی
تیموشنکو همان روز در دیدار با ژنرال باگرامیان، رئیس ستاد عملیات‌های جبهه جنوب غربی، در جلسه‌ای در پولتاوا که خروشچف نیز در آن حضور داشت، ابراز نمود تا هنگامی که حلقه محاصره دشمن هنوز تنگ نیست، بدون تأخیر می‌بایست تصمیمی جهت اجازه دادن به جبهه جنوب غربی برای عقب‌نشینی گرفته شود. تیموشنکو اذعان کرد فرماندهی عالی در نهایت این تصمیم را خواهد گرفت اما هم‌اکنون وقتی برای تلف کردن جهت دریافت تائیدیه از مسکو وجود ندارد. به نقل از خاطرات باگرامیان، با در نظر گرفتن لحن تلگرام پیشین شاپوشنیکوف، تیموشنکو خود عمیقاً در صحت این عقیده شک داشت. تیموشنکو به باگرامیان دستور داد با پرواز به پریاتین، به کیرپونوس شفاهاً فرمان دهد «منطقه استحکامات کی‌یف را رها کند و با باقی گذاشتن نیروهای پوششی در رود دنیپر، بلافاصله شروع به عقب کشیدن بدنه اصلی نیروها به خط پسین دفاعی (رود پسل) نماید.» کیرپونوس همچنین می‌بایست ضد حملاتی در نواحی لوبنی و رومنی جهت کاستن سرعت گروه‌های زرهی ۱ و ۲ ورماخت تا جای ممکن به اجرا درمی‌آورد. تیموشنکو که اساساً اختیاری جهت صدور چنین فرمانی در مغایرت با خواست استالین نداشت، به بهانه این که این پرواز می‌تواند خیلی خطرناک باشد و چنین فرمان‌های مهمی نباید به دست دشمن بیفتد، از دادن سندی مکتوب در این رابطه به باگرامیان خودداری نمود. به هر صورت ماندن اثری مکتوب از چنین نافرمانی در مقابل استالین ممکن بود به قیمت جان هر دو تمام شود. با این وجود، پس از آن که ۱۷ سپتامبر باگرامیان این فرمان شفاهی تیموشنکو را به فرمانده جبهه جنوب غربی شوروی ابلاغ نمود، کیرپونوس تا هنگام دریافت تائیدیه مکتوب از اجرای آن اجتناب کرد. او با بی‌توجهی به اعتراضات باگرامیان، تصمیم به ارسال تلگرامی به مسکو و دریافت تائیدیه گرفت.
همان روز شاپوشنیکوف و واسیلیوسکی «در مکالمه‌ای سخت» بار دیگر در تلاش بودند استالین را جهت عقب کشیدن نیروهای کیرپونوس متقاعد نمایند؛ با این وجود رهبر شوروی با برافروختگی و متهم کردن فرماندهان ارتش سرخ به «مقاومت ضعیف در مقابل دشمن»، تنها با عقب‌نشینی ارتش‌های پنجم و سی و هفتم جبهه جنوب غربی به مواضع دفاعی بهتر موافقت نمود. با وجود اختلال در ارتباطات، کیرپونوس در نهایت شب ۱۷ سپتامبر از شاپوشنیکوف تائیدیه عقب‌نشینی را دریافت کرد اما بدون عقب‌نشینی تا رود پسل، تنها اجازه یافت کی‌یف را رها کند. با این حال چند ساعت پیش از رسیدن این فرمان، کیرپونوس با ابتکار خود فرمان به تهاجم ارتش‌های پنجم، بیست و یکم و سی و هفتم شوروی به سمت شرق جهت شکستن دیواره زرهی ورماخت داده بود. ارتش‌های سی و هشتم و چهلم، از خارج از منطقه تحت محاصره، نیز به ترتیب با حمله به سمت رومنی و لوبنی در شمال و جنوب موظف به محافظت از جناحین گشتند. با این حال، با توجه به قرار داشتن زیر حمله از همه جهت، اجرای هماهنگ عقب‌نشینی ممکن نبود.
بسیاری از تلاش‌های نیروهای ارتش سرخ برای خروج از محاصره به شکل آشفته و بدون برنامه‌ریزی قبلی صورت می‌پذیرفت. اغلب این تلاش‌ها هیچ گونه سازمانی نداشت و با تلفات سنگین همراه بود. اقدام برای شکستن محاصره عموماً توسط توده نیروی پیاده با پشتیبانی کمی از طرف توپخانه انجام می‌شد. موج‌های قوای ارتش سرخ با ناهماهنگی یکی پس از دیگری به سمت خطوط آلمانی‌ها یورش می‌بردند و به ندرت بر یک نقطه متمرکز می‌گشتند. با این حال اغلب برتری عددی بالا با قوای ارتش سرخ بود و تلاش آن‌ها همواره خالی از ثمره نبود. حمله روز ۱۸ سپتامبر نیروهای ارتش سرخ از جانب شرق دفاع آلمانی‌ها را تا حدودی شکافت و خود را تا یک کیلومتری رومنی رساند. در این زمان رومنی قرارگاه فرماندهی گروه زرهی ۲ به حساب می‌آمد. در مقابل تهاجم دو تیپ تانک، دو لشکر تفنگ‌دار و یک یا دو لشکر سواره‌نظام ارتش سرخ، گودریان تنها دو گردان از لشکر دهم پیاده‌نظام موتوریزه و چند آتشبار ضدهوایی داشت. نیروی هوایی شوروی برتری محلی را در این نقطه به دست آورد و رومنی را با بمب‌افکن‌های سنگین خود مورد هدف قرار داد. گودریان در این شرایط از لشکر چهاردهم زرهی گروه زرهی ۱ درخواست کمک نمود و دستور به عقب‌نشینی بخشی از لشکرهای داس رایش اس‌اس و چهارم زرهی ورماخت از حلقه درونی محاصره داد. رسیدن لشکر داس رایش اس‌اس در روز ۱۹ سپتامبر برای حفظ رومنی کفایت کرد. لشکر چهارم ورماخت نیز دست به ضدحمله از جنوب زد. در همین حال گودریان قرارگاه خود را به کونوتوپ منتقل ساخت. در این هنگام، نیروهای درون محاصره در شرق پیریاتین حمله قدرتمندی علیه مواضع هنگ ۳۵ پیاده‌نظام لشکر بیست و پنجم پیاده‌نظام ورماخت صورت دادند و با فائق آمدن بر آن‌ها، موقتاً خط دشمن را شکستند. به هر صورت هنگ زرهی لشکر نهم زرهی ورماخت با اجرای ضدحمله موفقی این رخنه را پوشش داد. حملات صبح روز ۲۱ سپتامبر نیروهای ارتش سرخ علیه مرکز خط مقدم لشکر دویست و سی و نهم پیاده‌نظام سپاه ۱۱ ورماخت علاوه بر این که موجب رخنه در عمق آن شد بلکه هنگ ۳۷۲ پیاده‌نظام ورماخت را نیز به محاصره انداخت. سپهبد یوآخیم فون کورتسفلایش، فرمانده سپاه ۱۱ ورماخت دستور به اعزام نیروی کمی از سه جهت دیگر به این مکان داد. همین زمان رخنه دیگری این بار در جناح چپ لشکر صد و بیست و پنجم این سپاه پدید آمد. این رخنه‌ها موجب به هم ریختن خط مقدم یگان‌ها و ایجاد حالتی مشوش و پراکنده بین قوای دو نیروی تقابل‌گر می‌گشت؛ به وجهی یک سرباز آلمانی در خاطرات خود می‌نویسد: «اغلب فرد نمی‌فهمد چه کسی در محاصره است؛ بلشویک‌ها یا ما!» تلاش آلمانی‌ها برای از میان بردن عناصر دشمن در این ناحیه تا روز ۲۳ سپتامبر به طول انجامید.

## انهدام نیروهای در محاصره
جبهه جنوب غربی شوروی روز ۱ سپتامبر ۸۵۰ هزار نفر نیرو (شامل ۹۰ هزار نیروی ذخیره و یگان‌های عقبه) ۳۹۲۳ توپ و خمپاره‌انداز، ۱۱۴ تانک و ۱۶۷ هواگرد رزمی در اختیار داشت. منطقه تحت محاصره شامل ۴۵۲۷۰۰ نفر، ۲۶۴۲ توپ و خمپاره‌انداز و ۶۴ تانک می‌شد. لوفت‌وافه با به‌کارگیری دو سپاه ۲ و ۵ هوایی، برتری مطلق هوایی را بر فراز منطقه در اختیار داشت. با وجود گرفتاری برخی مشکلات تدارکاتی، حملات هوایی لوفت‌وافه خسارات فراوانی به نیروهای تحت محاصره دشمن وارد می‌آورد و تحرکات آن‌ها را با اختلال مواجه می‌ساخت. سپاه ۵ هوایی لوفت‌وافه بین روزهای ۱۲ تا ۲۱ سپتامبر به تنهایی بیش از ۱۴۰۰ سورتی صورت داد و حدود ۵۷۰ هزار تن بمب بر سر دشمن ریخت که با تحمل تنها ۲۷ تن تلفات خودی و سقوط ۱۷ هواگرد، منجر به انهدام قریب به ۲۲۰۰ وسیله موتوری و ۱۰۰ هواگرد شوروی شد.
نیروهای آلمانی قوای تحت محاصره جبهه جنوب غربی شوروی را که متحمل تلفات گسترده شده و ذخایر تدارکاتشان به پایان رسیده بود، به قسمت‌های کوچک منزوی از یکدیگر تقسیم کرده و هر یک را با تنگ‌تر کردن حلقه به تنهایی منهدم نمودند. پیشروی ارتش هفدهم ورماخت به سمت شرق فاصله بین نیروهای تحت محاصره جبهه جنوب غربی شوروی را سایر نیروهای ارتش افزایش می‌داد. سپاه‌های ۴۸ موتوریزه و ۱۱ گروه زرهی ۱ نه تنها قسمت جنوبی دیواره شرقی محاصره را نگاه داشته بودند بلکه با حمله به جانب غرب باعث فشرده‌تر شدن ناحیه می‌شدند. در همین حال سپاه ۵۱ ارتش ششم ورماخت نیز در مقابل مقاومت پراکنده جناح شمالی کیرپونوس، پیشروی قابل توجهی به سمت جنوب صورت داد. این سپاه روز ۱۸ سپتامبر به عناصری از سپاه ۳۴ ارتش ششم ورماخت که سر پل جدیدی در رژیشچف در جنوب کی‌یف به دست آورده بود، متصل شد تا ناحیه تحت محاصره را به دو نیم کند. اقدامات آلمانی‌ها آشوب و آشفتگی شدیدی در بین نیروهای جبهه جنوب غربی شوروی ایجاد نمود. قطع ارتباط بین یگان‌های ارتش سرخ امکان هماهنگی و ارسال فرمان را از آن گرفت. برای قوای جبهه جنوب غربی شوروی این درگیری بیش از یک نبرد همانند تلاش مستاصلانه‌ای برای نجات خود بود. روز ۱۸ سپتامبر بیشتر اعضای ستاد فرماندهی ارتش بیست و یکم شوروی از جمله سه ژنرال به اسارت لشکر چهارم زرهی ورماخت درآمدند. روز بعد ناحیه تحت محاصره به سه قسمت تقسیم گردید. قدرتمندترین قسمت در حوالی بوریسپول در جنوب شرقی کی‌یف بود که عموماً از نیروهای ارتش سی و هفتم شوروی تشکیل می‌شد. دو قسمت عمده دیگر یکی ناحیه‌ای حبابی شکل در غرب اورژیتسا با نیروهای ارتش بیست و ششم شوروی و دیگری ناحیه بین پریاتین و لوخویتسا با بقایای ارتش‌های پنجم و بیست ویکم شوروی بود. کیرپونوس درون سومین قسمت قرار داشت. ناحیه ارتش‌های پنجم و بیست و یکم شوروی تا روز ۲۳ سپتامبر پاکسازی شد. مقاومت بقایای ارتش بیست و ششم شوروی در ناحیه اورژیتسا به عنوان آخرین قسمت نیز تا ۲۶ سپتامبر از میان رفت. گروه‌های کوچکی از سربازان ارتش سرخ همچنان در منطقه وسیعی پراکنده بودند. این افراد به روش‌های مختلفی از جمله در لباس غیرنظامیان سعی در گریختن داشتند. تنها حدود ۱۵ هزار نفر توانستند تا روز ۲ اکتبر خود را به بیرون از منطقه تحت محاصره برسانند. باگرامیان، ولاسوف، فرمانده ارتش سی و هفتم شوروی، کوستنکو، فرمانده ارتش بیست و ششم شوروی و کوزنتسوف، فرمانده ارتش بیست و یکم شوروی از جمله این افراد بودند.
علاوه بر مسائل تاکتیکی و عملیاتی، به جهت امنیت نیروها درون شهر، فرماندهی ارتش ششم ورماخت مقرر ساخت تا هنگامی که ناحیه شهر کی‌یف کاملاً از وجود هر شکلی از مقاومت پاکسازی شود، نیروهای آلمانی تنها با مجوز مکتوب قرارگاه این ارتش اجازه دارند در آن باقی بمانند. همزمان فرمانی نیز در ارتباط با سلطه بر انبارها و حفظ نظم در کی‌یف صادر گشت. نبرد بر سر خود شهر کی‌یف از روز ۱۶ سپتامبر با تهاجم نیروهای سپهبد هانس فون اوبستفلدر در سپاه ۲۹ ارتش ششم ورماخت آغاز شد. لشکرهای هفتاد و یکم و دویست و نود و ششم پیاده‌نظام ورماخت جلوداری مهاجمان را در عبور از مواضع قدرتمند دفاعی شوروی بر عهده داشتند. لشکر نود و پنجم پیاده‌نظام و گردان ۳ هنگ ۷۷ توپ‌های تهاجمی اشتوگ نیز در پاکسازی استحکامات مشارکت نمودند. داخل شهر حاکمیت شوروی سعی داشت با پخش سخنرانی‌های استالین از طریق بلندگو، مدافعان را به ادامه مقاومت تشویق کند. به هر ترتیب، کی‌یف روز ۱۹ سپتامبر به تصرف نیروهای آلمانی درآمد اما درگیری‌ها بر سر این شهر تا روز ۲۴ سپتامبر ادامه داشت. پیش از این، تمامی مواد مهم از کی‌یف تخلیه و خطوط‌آهن تخریب شده بودند.
روز ۱۹ سپتامبر لشکر نود و نهم سبک ورماخت تله‌های انفجاری کشف کرد که در ساختمان‌های بزرگِ مناسب استقرار نیرو و مراکز ستادی، کار گذاشته شده بود. جست‌وجوی گسترده و تا حدود موفقی در این زمینه آغاز شد اما روز ۲۴ سپتامبر یک انفجار در کنار دفتر اصلی پست در یک انبار تسلیحات و مهمات غنیمتی آتش بزرگی به پا کرد که به سرعت پخش شد. یگان آتش‌نشانی هنگ زاکسن قادر به اطفای این حریق نبود. جهت مهار آتش، گردان ۹۹ نقب‌زن و چوخه‌های تخریب لشکرهای هفتاد و یکم و نود و نهم پیاده‌نظام ورماخت اقدام به پاکسازی ناحیه بزرگی به عنوان آتش‌شکن کردند. آتش‌سوزی بزرگ در نهایت روز ۲۹ سپتامبر با افزوده شدن سربازان آلمانی، یگان‌های اضطراری و دسته‌های دیگر آتش‌نشانی شهر و آلمانی، خاموش شد. حدود ۲۰۰ آلمانی در انفجارهای اولیه یا آتش‌سوزی‌های متعاقب آن جان باختند و ۱۰ تا ۲۵ هزار غیرنظامی بی‌خانمان گشتند. با شناخته‌شدن «پارتیزان‌ها و یهودیان» به عنوان عوامل این اتفاقات، قرارگاه ۱۹۵ اداره نظامی از کی‌یف خارج و مسئولیت اداره شهر به فرمانده لشکر صد و سیزدهم پیاده‌نظام ورماخت سپرده شد. در پی این حوادث کشتار دو روزه ۳۳۰۰۰ تن از یهودیان در بابی یار به وقوع پیوست.
در اثر درگیری‌های ناحیه کی‌یف چهار ارتش میدانی شوروی شامل ارتش‌های پنجم، بیست و یکم، بیست و ششم، و سی و هفتم با ۴۳ لشکر کاملاً منهدم شدند. با پاکسازی این منطقه تا پایان ماه سپتامبر، طبق آمار رسمی آلمان، حدود ۶۶۵ هزار نفر از نیروهای ارتش سرخ به اسارت گرفته شده و ۸۲۴ تانک، ۴۱۸ توپ ضد تانک و ۳ هزار قطعه توپخانه منهدم گشتند. با این حال تاریخ رسمی شوروی با اذعان به این که جبهه جنوب غربی پیش از نبرد کی‌یف متحمل تلفات سنگین شده بود، مدعی است بعید است شمار اسرا بیش از ۲۲۲ هزار نفر بوده باشد. در طرف مقابل، آمار روشنی از میزان تلفات یگان‌های آلمانی درگیر نبرد کی‌یف در دست نیست اما گزارش‌های نقل شده نشان‌گر خونین بودن آن برای ورماخت است.
|                                           | اسیر    | تانک | توپخانه و توپ ضد تانک |
| ----------------------------------------- | ------- | ---- | --------------------- |
| گروه ارتش جنوب                            |         |      |                       |
| منطقه تحت محاصره (۱۱ تا ۲۶ سپتامبر)       | ۴۴۰٬۰۷۴ | ۲۷۹  | ۱۰۶                   |
| ناحیه کرمنچوک (۳۱ اوت تا ۱۱ سپتامبر)      | ۴۱٬۸۰۵  | ۲۷۹  | ۱۰۶                   |
| ناحیه گورنوستایپول (۴ تا ۱۰ سپتامبر)      | ۱۱٬۰۰۶  | ۶    | ۸۹                    |
| گروه ارتش مرکز                            |         |      |                       |
| از زمان ناحیه گومل (۲۰ اوت تا ۱۰ سپتامبر) | ۱۳۲٬۹۸۵ | ۳۰۱  | ۱٬۲۴۱                 |
| منطقه تحت محاصره (۱۱ تا ۲۶ سپتامبر)       | ۳۹٬۳۴۲  | ۷۲   | ۲۷۳                   |
| مجموع                                     | ۶۶۵٬۲۱۲ | ۸۲۴  | ۳٬۴۳۶                 |

محاصره هوایی منطقه به شکل کاملی انجام نگرفته بود و تعدادی از فرماندهان ارشد شوروی از جمله بودیونی، تیموشنکو و خروشچف توانستند به کمک هواگرد از آن بگریزند. کیرپونوس به همراه نیروهای ارتش پنجم شوروی توانست تا عصر روز ۲۰ سپتامبر خود را به دریوکووشچینا در ۱۵ کیلومتری جنوب غربی لوخویتسا برساند. ستون نیروهای ارتش سرخ در این موقعیت مورد حمله لشکر سوم زرهی ورماخت قرار گرفت. آلمانی‌ها ژنرال سوتنسکی، فرمانده توپخانه ارتش پنجم شوروی را به اسارت درآوردند و نیروهای دشمن را به سمت جنگل‌های شومیکوو راندند. کیرپونوس، پوتاپوف، فرمانده ارتش پنجم، افسران ستادی آن‌ها و حدود ۲ هزار نفر از نیروهای شوروی برای چند ساعت دیگر به مبارزه ادامه دادند. کیرپونوس در نزدیکی خط مقدم نیروهای خود رهبری می‌کرد که به شدت از ناحیه پای چپ مجروح گشت و به عمق جنگل برده شد. اصابت یک خمپاره در مجاورت او به مرگ کیرپونوس انجامید. با کشته شدن کیرپونوس، باقیمانده عناصر شوروی تسلیم شدند. میخایلو بورمیستنکو، کمیسار جبهه جنوب غربی شوروی، عضو کمیته مرکزی حزب کمونیست شوروی و دبیر دوم حزب کمونیست اوکراین که در این نبرد جان خود را از دست داد عالی‌رتبه‌ترین فرد از رهبران کمونیست شوروی بود که در جریان جنگ جهانی دوم کشته شده است.

## پیامدها و گمانه‌زنی‌ها

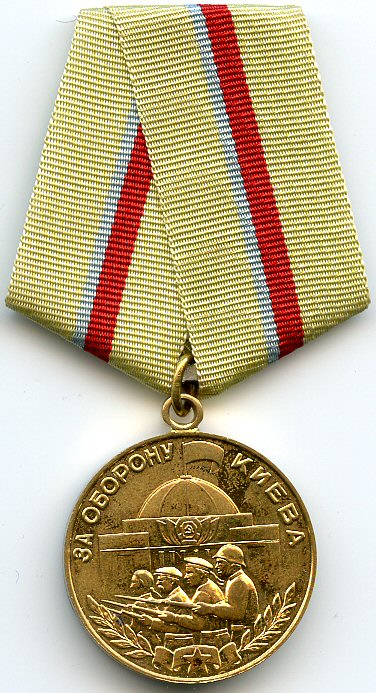
مدال اتحادیه‌ی جماهیر شوروی برای «دفاع از کی‌یف»، 1961 میلادی

نبرد کی‌یف را می‌توان یک شکست بی‌سابقه برای ارتش سرخ دانست که خسارت بیشتری نسبت به نبردهای مینسک، اسمولنسک و سایر نقاط به آن وارد کرد. ضد حملات جبهه بریانسک شوروی در جهت جلوگیری از این حوادث ثمره‌ای حاصل نکرد و موجب از دست رفتن حدود صد هزار نفر و ۱۴۰ تانک این جبهه از مجموع قریب به ۲۶۰ هزار نفر و ۲۶۰ تانک آن شد. پس از این شکست‌ها جبهه بریانسک در وضعیت آشفته‌ای بود و کمتر از سه هفته بعد که تهاجم متمرکز ورماخت به سمت مسکو آغاز شد تنها ۲۰۰ هزار سرباز در مواجهه با آن در اختیار داشت. با انهدام کامل جبهه جنوب غربی، شوروی وادار شد آن را مجدداً از پایه بسازد و در نهایت به منظور پر کردن شکاف ایجاد شده در جنوب خط مقدم نیروهای خود را با تضعیف محور مسکو، از بخش مرکزی به آن منتقل کند.
پیروزی در کی‌یف یکی از پیش‌شرط‌های پیشروی گروه ارتش مرکز به حساب می‌آمد تا فرماندهی عالی نیروی زمینی و فرماندهی عالی ورماخت با برگرداندن تمرکز خود به بخش مرکزی جبهه، تهاجم در آن را از سربگیرند. پیش از این پیروزی با توجه به مشکلات پدید آمده و گرفتار شدن نیروهای آلمانی در نبردهای موضعی فرسایشی در بسیاری از نقاط از جمله اسمولنسک، بدبینی‌هایی در ارتباط با نتیجه عملیات در جبهه شرقی در بین اذهان آلمانی‌ها پدید آمده بود. با کسب موفقیت در ناحیه کی‌یف، بلافاصله امید جدیدی بین آلمانی‌ها دربارهٔ پایان جنگ در این جبهه ایجاد شد.

به هر صورت، عده‌ای از تاریخ‌نگاران معتقدند نبرد کی‌یف نتایج مثبتی نیز برای شوروی به همراه داشت. این افراد استدلال می‌کنند که چرخش نیروهای گروه زرهی ۲ ورماخت به سمت جنوب جهت به محاصره درآوردن جبهه جنوب غربی شوروی، پیشروی آلمانی‌ها به سمت مسکو را برای یک ماه به تأخیر انداخت و این مسئله در نهایت در اثر کشیده شدن عملیات به فصل زمستان برای ورماخت بسیار گران تمام شد. با این حال در طرف مقابل، می‌توان اذعان داشت آلمان با انهدام نیروهای زیادی از شوروی در اوکراین که ارتش سرخ می‌توانست بعداً از آن‌ها در دفاع از مسکو بهره ببرد، علاوه بر سلطه بر اراضی اقتصادی حیاتی شوروی، با تأمین جناح جنوبی گروه ارتش مرکز و وارد آورد ضربه‌ای سخت به نیروهای محور بریانسک شوروی، مسیر خود را به سمت مسکو هموارتر ساخت. ژوکوف در این باره می‌گوید:
ما می‌توانیم تصور کنیم که بدون آن عملیات [در جهت اوکراین]، وضعیت گروه نیروهای مرکزی آلمان می‌توانست همچنان بدتر از آنچه مشخص شد هست، باشد. نیروهای ذخیره فرماندهی عالی [شوروی] که در ماه سپتامبر برای پر کردن شکاف‌های قسمت جنوب غربی استفاده شد، می‌توانست در تهاجم به جناح و پشت سر گروه مرکزی ارتش‌های آلمان که در حال پیشروی به سمت مسکو بودند، استفاده شود.
از طرفی فصل بارندگی پاییزه و گل‌آلود شدن راه‌ها (راسپوتیتسا) در اوکراین از نیمه ماه سپتامبر یعنی یک ماه زودتر از فصل بارندگی در مسکو آغاز می‌شد و ورماخت با انتقال نیرو از مرکز خط مقدم به جنوب آن، کار عملیات در این منطقه کلیدی را پیش از مواجهه با فصل بارندگی آن به پایان رساند. انهدام جبهه جنوب غربی شوروی راه پیشروی گروه ارتش جنوب به سمت شرق اوکراین را نیز بدون باقی گذاشتن هیچ نیروی مقاومت کننده‌ای، کاملاً باز کرد. به علاوه مقدار فراوان ادوات به غنیمت‌گرفته شده در ناحیه کی‌یف ورماخت را قادر ساخت تحرک‌پذیری یگان‌های خود را افزایش دهد. ورای مسائل عملیاتی، در بعد راهبردی نیز تصور می‌شد آلمان با موفقیت در جناحین ممکن است بتواند پای ترکیه را به نفع خود به جنگ باز کند و فنلاند را متقاعد به مشارکت بیشتر نماید. آلمان از این راه می‌توانست ایران را نیز در جنوب که بریتانیا و شوروی برنامه‌هایی برای آن داشتند، تحت فشار بگذارد. در نهایت، در مدت هشت هفته‌ای که نبرد کی‌یف در جریان بود، گروه ارتش مرکز فرصت بازیابی و تقویت نیروهای فرسوده خود و بهبود وضعیت تدارکاتی آن‌ها را یافت و همچنین لشکرهای پیاده‌نظام آن توانستند در راهپیمایی نسبتاً کُند به سمت شرق خود را به نیروهای موتوریزه و زرهی در خط مقدم برساند.
خسارات وارد آمده به نیروهای آلمانی در اثر تله‌های انفجاری کار گذاشته شده درون شهر کی‌یف توسط شوروی، سبب تغییر رویکرد ورماخت در چگونگی تسخیر شهرهای بزرگ در ادامه عملیات بارباروسا گشت. هیتلر پذیرش مجدد چنین خطراتی و تسخیر شهرهای مستحکم بزرگ با حملات مستقیم مخصوصاً بدون یگان‌های زرهی، را منع نمود؛ بلکه مقرر شد این شهرها پشت سر گذاشته شوند و محاصره گردند و با آتش توپخانه و حملات هوایی به زانو درآیند. در جریان تهاجم نهایی به مسکو، هیتلر روز ۷ اکتبر، مسکو و لنینگراد را نیز شامل این مسئله دانست و ورود نیرو به این شهرها را ممنوع کرد.
محاصره ناحیه کی‌یف آخرین رخنه موفقیت‌آمیز عمده نیروهای زرهی ورماخت در یک مسافت طولانی بود که آلمانی‌ها قادر به اجرای آن در شوروی شدند. گذر زمان نشان داد نتایج عملیاتی نبرد کی‌یف هر چقدر هم که بزرگ بود نتوانست برای آلمان در بعد راهبردی راهگشا باشد.